# Museum Capodimonte

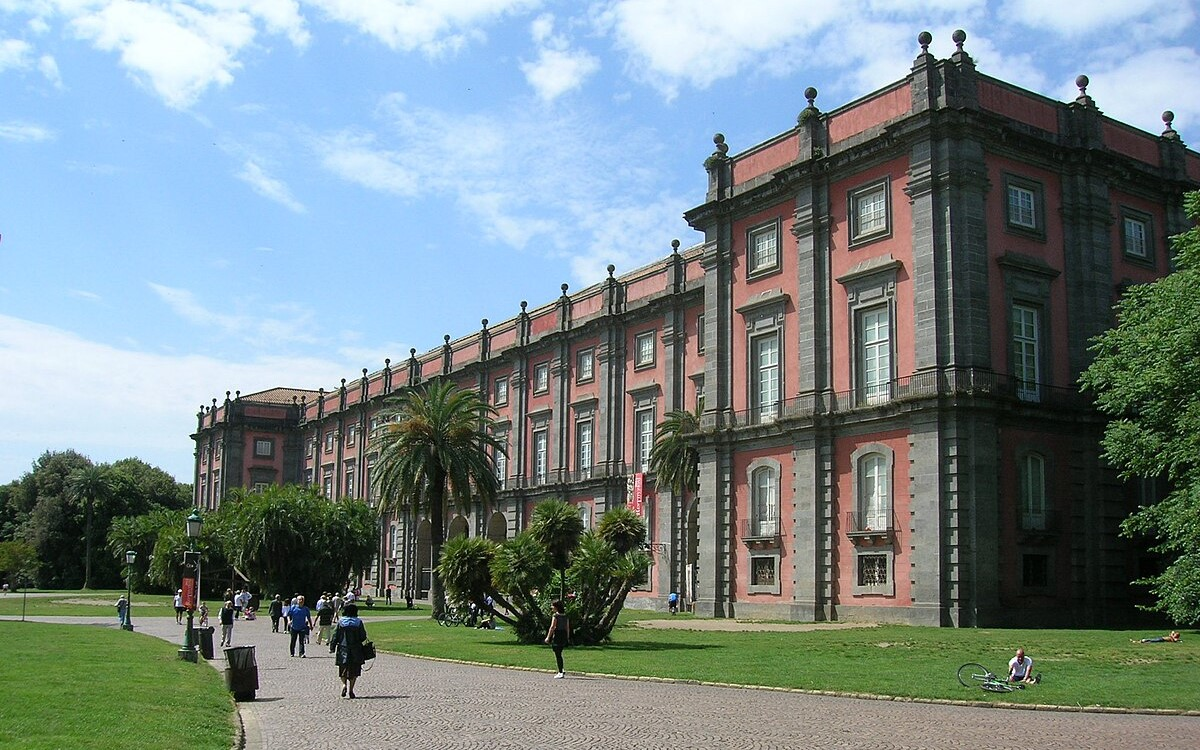
Capodimonte-Museum, Neapel

Das Museum Capodimonte in Neapel (offiziell Museo e Galerie Nazionali di Capodimonte) ist im Palast Reggia di Capodimonte untergebracht und zeigt eine umfangreiche Gemäldegalerie des 13. bis 19. Jahrhunderts sowie Exponate des italienischen und neapolitanischen Kulturerbes. Er war ursprünglich die etwas außerhalb der Stadt gelegene Sommerresidenz der Bourbonen im Königreich beider Sizilien und überblickt die Stadt.
Den Kern des 1957 eröffneten Museums bilden zwei Sammlungen, die Farnese-Sammlung mit Hauptwerken der europäischen Malerei (Raffael, Tizian, Parmigianino, Brueghel der Ältere, El Greco, Ludovico Carracci, Guido Reni) sowie die Neapolitanische Galerie, in der Werke aus der Region (Simone Martini, Caravaggio, Ribera, Luca Giordano, Francesco Solimena) vereinigt sind. Daneben sind eine Waffenkammer, Majolika, Keramiken und die königlichen Gemächer u. a. mit einem Porzellan-Salon von Maria Amalia von Sachsen zu sehen. Der Palast ist umgeben vom gleichnamigen Park. Im Jahr 2017 verzeichnete das Museum 262 440 Besucher, und rangierte damit auf Platz 28 der 30 meistbesuchten staatlichen Museen.

## Geschichte

### 18. Jahrhundert

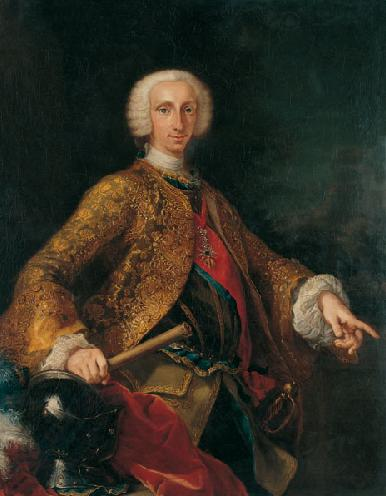
Carlo di Borbone, Erbauer des Capodimonte-Palasts zur Beherbergung der Farnese-Sammlung

Karl von Bourbon, der 1734 den Thron von Neapel bestieg, stand vor dem Problem, die von seiner Mutter Elisabetta Farnese geerbten Kunstwerke würdig zu präsentieren:S. 9, die zu der Farnesischen Familiensammlung gehörten, die von Papst Paul III. im 16. Jahrhundert begonnen und von seinen Erben weitergeführt wurde:S. 4. Eine Reihe damals zwischen Rom und Parma verstreuter Werke, insbesondere diejenigen, deren Wert die Transportkosten überstieg, wurden in den Königspalast von Neapel überführt (darunter die wichtigsten, Raffaello, Annibale Carracci, Correggio, Tizian und Parmigianino):S. 349, wo jedoch eine richtige Galerie fehlte. Nach und nach wurde auch der Rest der Sammlung in die Lagerräume des Palastes verlegt, deren Erhalt auch durch Witterungseinflüsse durch die Nähe des Meeres bedroht war:S. 9.
Im Jahr 1738 begann der König mit dem Bau eines Palastes auf dem Hügel von Capodimonte, der als Museum genutzt werden sollte:S. 348; gleichzeitig legte ein Expertenteam die Innenräume aus, in denen die Sammlung untergebracht werden sollte. Das Projekt sah vor, dass die Werke in den nach Süden zum Meer hin ausgerichteten Räumen untergebracht werden sollten. Da die Bauarbeiten noch nicht abgeschlossen waren, wurden die ersten Gemälde 1758 in zwölf großen Sälen ausgestellt, die nach Künstlern und Malschulen unterteilt waren. Es ist jedoch nicht genau bekannt, welche Werke im Museum ausgestellt wurden, da die damaligen Verzeichnisse während des Zweiten Weltkriegs zerstört wurden. Neben der Museumsausstellung wurde bereits 1755 die Königliche Akademie für Aktmalerei gegründet, die der Leitung des stabiesen Malers Giuseppe Bonito anvertraut wurde:S. 11.
1759 wurde der Rest der Sammlung übertragen. Es handelte sich um die Vorzeichnungen für die Fresken in der Paulinerkapelle von Michelangelo und die für den Heliodorus-Saal im Vatikan von Raffael:S. 5, Gemälde von Giorgio Vasari, Andrea Mantegna und Masolino da Panicale. Zu den Besuchern dieser Zeit gehörten Jean-Honoré Fragonard, der Marquis de Sade, Joseph Wright of Derby, Antonio Canova, Johann Wolfgang von Goethe und Johann Joachim Winckelmann:S. 10.
Gegen Ende der 1770er Jahre war das Museum durch die Übertragung weiterer Stücke aus der Farnese-Sammlung auf vierundzwanzig Räume angewachsen: Es wurden auch neue Gemälde erworben, die ersten von südlichen Malern, wie Polidoro da Caravaggio, Cesare da Sesto, Jusepe de Ribera, Luca Giordano, sowie Tafeln von Anton Raphael Mengs, Angelika Kauffmann, Élisabeth Vigée-Le Brun und Francesco Liani, während 1783 die Sammlung des Grafen Karl Joseph von Firmian erworben wurde, die etwa zwanzigtausend Stiche und Zeichnungen von Künstlern wie Fra Bartolomeo, Perino del Vaga, Albrecht Dürer und Rembrandt:S. 12 umfasste. Im gleichen Zeitraum wurde eine Restaurierungswerkstatt eröffnet, die zunächst Clemente Ruta, dann Federico Andres auf Anregung des Hofmalers Jakob Philipp Hackert:S. 12 anvertraut wurde. Unter Ferdinand I. von Sizilien wurde 1785 das Reglement des Capodimonte-Museums eingeführt: Öffnungszeiten, Pflichten der Kustoden, Verantwortung des Empfängers, Zugang für Kopisten wurden festgelegt. Der Zugang wurde für die Öffentlichkeit jedoch nicht freigegeben, wie es in anderen bourbonischen Museen bereits der Fall war, außer mit einer Genehmigung des Staatssekretariats:S. 11.
Ende des 18. Jahrhunderts, als das Museum etwa 1800 Gemälde beherbergte, wurde die Entscheidung getroffen, ein einheitliches neapolitanisches Museumszentrum zu schaffen: Die Wahl fiel auf den Palazzo degli Studi, das künftige Archäologische Nationalmuseum, wo die Arbeiten für den kommenden Publikumsverkehr bereits 1777 von Ferdinando Fuga begonnen hatten, mit der Absicht, die gesamten Sammlungen der Farnese und aus Herculaneum dorthin zu bringen, wobei letztere aus den archäologischen Grabungen von Pompeji, Herculaneum und Stabiae stammten; auch sollte die Bibliothek und die Akademie dorthin umziehen:S. 11–12.
Goethe beobachtete vom obersten Geschoss des Palastes aus am 2. Juni 1787 einen Ausbruch des Vesuv und beschrieb dies in seinem Buch Italienische Reise.

### 19. Jahrhundert

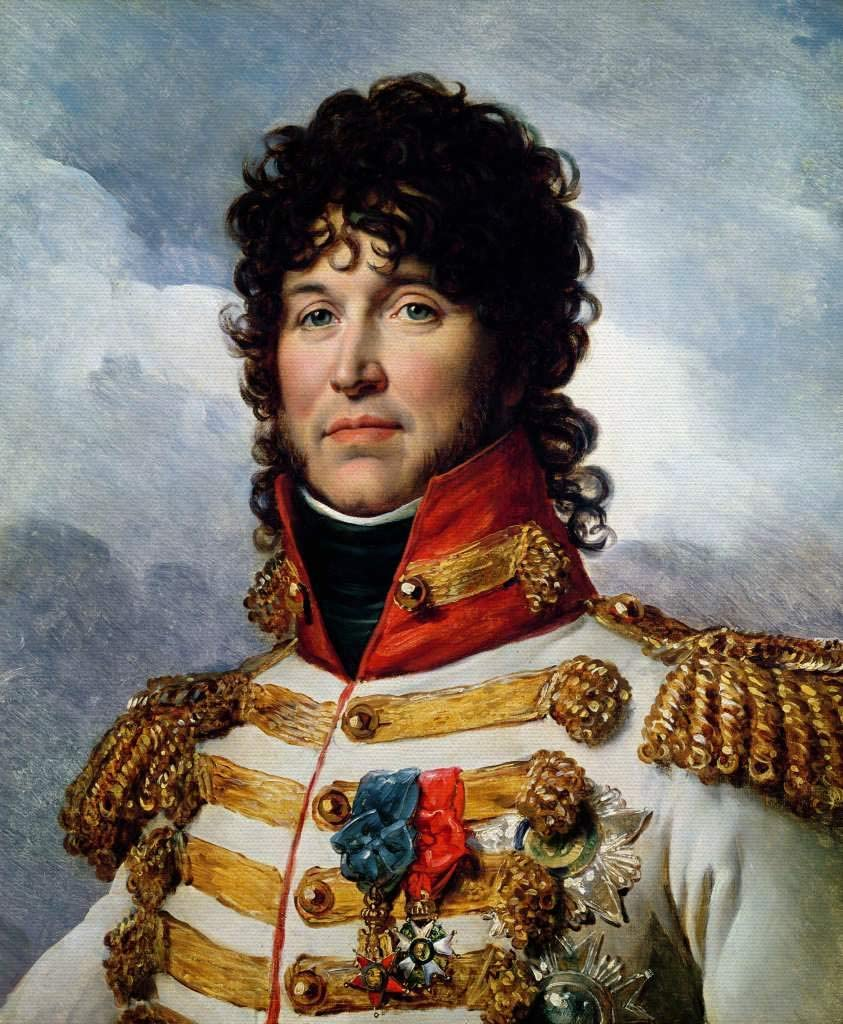
Joachim Murat, der die Räume des Palastes einrichten ließ

Ein harter Schlag für das Museum erfolgte 1799 mit der Ankunft der Franzosen in Neapel und der Ausrufung der Parthenopäischen Republik; das Schlimmste befürchtend, hatte Ferdinand bereits im Jahr zuvor vierzehn Meisterwerke nach Palermo gebracht. Tatsächlich gab es erhebliche Plünderungen durch französische Soldaten: Von den 1.783 Gemälden der Sammlung, von denen 329 zur Sammlung Farnese gehörten und der Rest aus bourbonischen Erwerbungen bestand, waren dreißig für die Frankreich bestimmt, während weitere 300 verkauft wurden, hauptsächlich nach Rom:S. 12. Zurück in Neapel veranlasste Ferdinand Domenico Venuti eine Suche nach den geplünderten Werken. Die wenigen wiedergefundenen kehrten jedoch nicht nach Capodimonte zurück, sondern in den Palazzo Francavilla:S. 5, den neuen Ort eines städtischen Museums.
Während der zehnjährigen französischen Besetzung nach dem Jahr 1806 verlor der Capodimonte endgültigen seine Aufgabe als Museum und wurde Residenz der neapolitanischen Könige:S. 10. Die gesamte Sammlung wurde in den Palazzo degli Studi verlegt, jedoch wurden so viele Gemälde aus aufgehobenen Klöstern:S. 349 wie Santa Caterina a Formiello, Monteoliveto und San Lorenzo:S. 14–15 für die neuen Säle des Palasts requiriert, dass Joachim Murat die Schaffung einer neapolitanischen Galerie im Capodimonte vorschlug, mit der Absicht, nach eigenen Worten:

„Das Genie der Jugend anregen, nach dem Vorbild der alten Meister“

Auch nach der Restauration der Bourbonen im Jahr 1815 diente der Capodimonte weiterhin vor allem als Wohnsitz. Die Wände der Räumlichkeiten wurden mit Gemälden junger neapolitanischer Künstler geschmückt, die auf Kosten der Krone nach Rom geschickt wurden, um dort zu studieren und sich weiterzubilden:S. 12–14. Im Jahr 1817 kam die Sammlung von Kardinal Borgia in den Palast, auf die schon Murat ein Auge geworfen hatte, die aber erst mit dem Kauf durch Ferdinand erworben werden konnte:S. 15. In diesen Jahren gingen jedoch auch einige Werke verloren, die im alten Museum beheimatet waren; etliche wurden zum Beispiel 1838 der Universität Palermo geschenkt, andere gingen beim Verkauf der Sammlung von Leopold von Bourbon-Sizilien, Bruder von Franz I. von Sizilien, an seinen Schwiegersohn Henri d’Orléans zum Begleichen von Spielschulden verloren, die dann im Schloss von Chantilly:S. 15 endeten.
Mit der Einigung Italiens und der Ernennung von Annibale Sacco zum Direktor des königlichen Palasts erfüllte der Capodimonte nicht nur weiterhin seine Rolle als Unterkunft:S. 10, sondern hatte auch wieder eine Museumsfunktion, wenn auch nicht offiziell. Nach der Überführung von etwa neunhundert Gemälden durch Sacco und seine Mitarbeiter Domenico Morelli und Federico Maldarelli wurden zahlreiche Porzellane und Biskuite, Gemälde neapolitanischer Künstler, von denen sich in kaum zwanzig Jahren mehr als sechshundert Stück angesammelt hatten, und über hundert Skulpturen in die im Nordwestflügel gelegenen Räume des Palastes überführt, wobei alle Werke nach modernen Museumsstandards chronologisch in den Räumen rund um den nördlichen Innenhof angeordnet wurden und eine Art Bildergalerie im Hauptgeschoss bildeten. 1864 wurden die Waffensammlungen der Farnese und der Bourbonen überführt; 1866 folgte der Porzellan-Salon von Maria Amalia von Sachsen, das ursprünglich in einem Raum des Königspalast von Portici untergebracht war, und 1880 wurden Wandteppiche der Königlichen Manufaktur und Krippentiere neapolitanischer Handwerkskunst übertragen:S. 16. Der Capodimonte wurde wieder zu einem Zentrum neapolitanischer Kultur, so weit, dass 1877 dort ein Festival anlässlich der nationalen italienischen Kunstausstellung stattfand:S. 16.

### 20. und 21. Jahrhundert

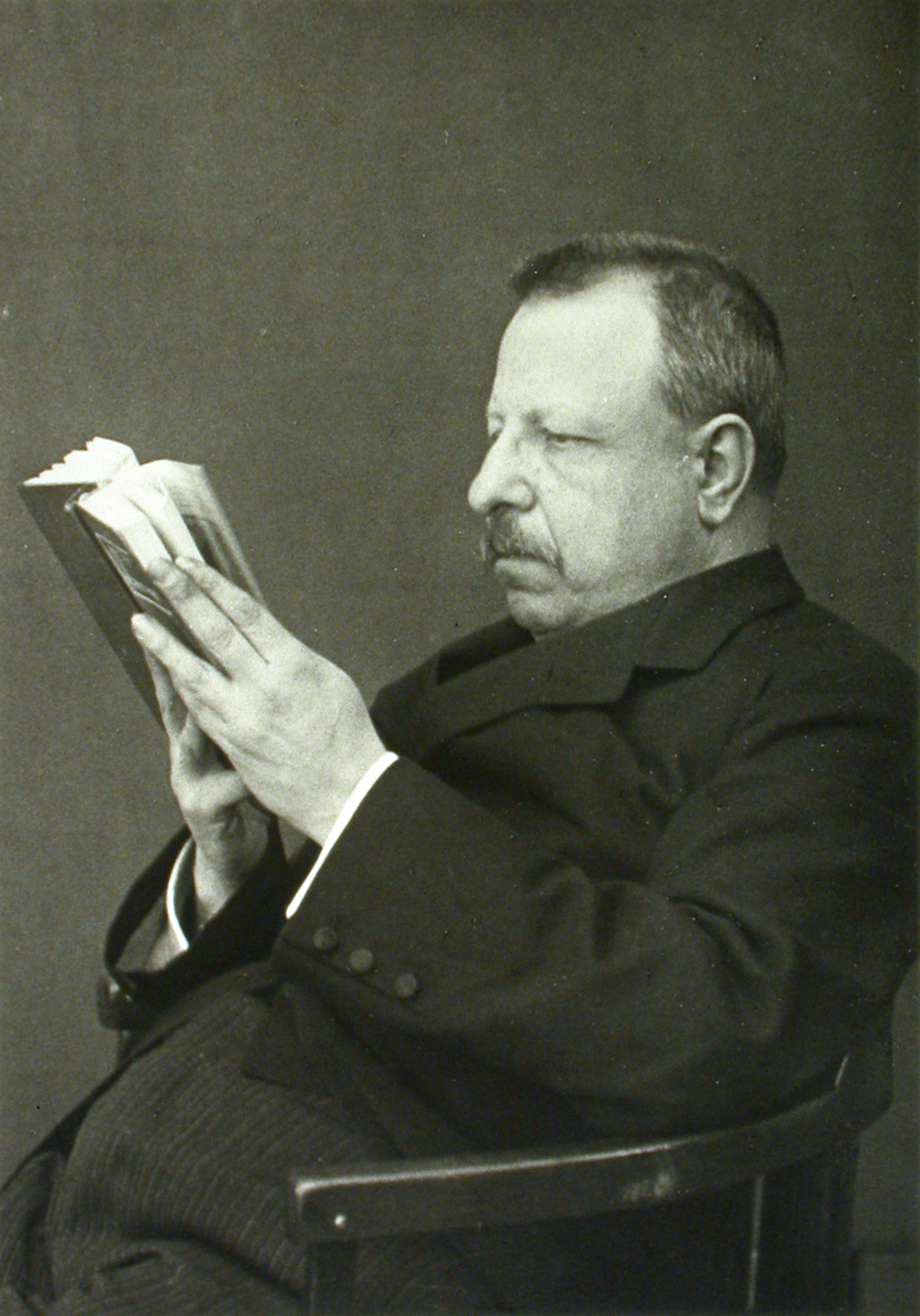
Benedetto Croce, eine der Persönlichkeiten, die sich für die Gründung des Museums einsetzten

Zu Beginn des 20. Jahrhunderts wurde der Museumsausbau unterbrochen: Der Palast wurde zum ständigen Wohnsitz der Familie des Herzogs von Aosta:S. 348, während die Sammlungen, die den Kern des zukünftigen Museums bilden sollten, noch im Palazzo degli Studi untergebracht waren, der mit der Vereinigung Italiens den Namen Nationalmuseum angenommen hatte. Trotz des Ankaufs von Werken von Malern wie Masaccio im Jahr 1901:S. 349 und Jacopo de’ Barbari stellten die 1920er und 1930er Jahre den Höhepunkt der Abwanderungen:S. 5 dar; sie dienten zum einen dazu, Forderungen aus Parma und Piacenza als Entschädigung für die Raubzüge Karls von Bourbon zu erfüllen, und zum anderen dazu, Räume in den Amtsstellen des italienischen Staates wie dem Quirinalspalast, dem Montecitorio-Palast, dem Palazzo Madama, den Botschaften im Ausland und den Universitäten zu bestücken:S. 16–17. Mit dem Ausbruch des Zweiten Weltkriegs wurden die Sammlungen der neapolitanischen Museen im Sommer 1940 in die Abtei Cava de’ Tirreni und nach dem Vormarsch der Deutschen im Jahr 1943 in die Abtei von Montecassino verlegt. Truppen der Göring-Division retteten zwar viele Kunstwerke, Gemälde von Tizian, Parmigianino, Sebastiano del Piombo und Filippino Lippi gelangten jedoch nach Berlin und in Görings Privatsammlung. Diese wurden am Ende des Konflikts in einem Stollen bei Salzburg gefunden und 1947 nach Neapel zurückgebracht:S. 17.
In der Aufbruchsstimmung der Nachkriegszeit wurde ein Projekt zur Reorganisation der neapolitanischen Museen durchgeführt. Bruno Molajoli überführte endgültig alle Gemälde in den Capodimonte, der nach dem Auszug der Herzöge von Aosta 1946 auch nicht mehr zu Wohnzwecken genutzt wurde:S. 348. Damit wurde der bereits einige Jahre zuvor von wichtigen Persönlichkeiten des italienischen Kulturbetriebs, darunter Benedetto Croce, geäußerten Forderung entsprochen, das Archäologische Nationalmuseum für die Sammlung von Altertümern zu reservieren, auch weil dieses im Laufe der Jahre immer mehr Räumlichkeiten von der Galerie und der Bibliothek übernommen hatte, die bereits 1925 in den Königspalast verlegt worden waren:S. 17. Mit einem 1949 unterzeichneten Dekret wurde das Museo nazionale di Capodimonte offiziell ins Leben gerufen. Die Renovierungsarbeiten an den Räumen des Palastes begannen 1952 dank der Finanzierung durch die Cassa del Mezzogiorno und wurden von Molajoli selbst, Ferdinando Bologna, Raffaello Causa und Ezio De Felice:S. 11 überwacht, der hauptsächlich für die Architektur und die museografische Gestaltung verantwortlich war, die für ihre Modernität und Funktionalität bewundert wurde und lange als Vorbild galt:S. 348. Im ersten Stock wurden die Gemälde aus dem 19. Jahrhundert untergebracht, die Räume der königlichen Wohnung wurden rekonstruiert sowie Konservierungs- und Restaurierungswerkstätten eingerichtet, während im zweiten Stock eine Bildergalerie für klassische Gemälde geschaffen wurde:S. 7.
Das Museum wurde 1957 offiziell eröffnet::S. 348 sehr modern wurden die Gemälde zunächst nach historischen Sammlungen unterteilt, um ihre unterschiedliche Provenienz wiederzugeben; sie folgten dann einer Abfolge nach Chronologie und Malschule, ergänzt durch Zeichnungen und Begleittexte, und es wurden zenitale Beleuchtung und ein Lichtfiltersystem hinzugefügt. Später kamen neue Sammlungen hinzu: 1958 die Sammlung De Ciccio mit ihrem Schwerpunkt auf angewandte Kunst, die Zeichnungs- und Druckesammlung sowie zahlreiche Werke aus den Kirchen der Stadt, die zu Konservierungszwecken in den Capodimonte gebracht wurden:S. 349.
In den 70er-Jahren wurde eine Reihe von Ausstellungen zur Förderung neapolitanischer Künstler gezeigt. 1978 organisierte Alberto Burri eine Ausstellung zeitgenössischer Kunst, deren Erfolg zur Einrichtung einer ständigen Ausstellung beitrug. Nach dem Erdbeben in der Irpinia 1980 konnte das teilweise geschlossene Museum dank zahlreicher Spenden vollständig renoviert werden: 1995 wurde das erste Stockwerk wiedereröffnet und 1999 erfolgte die vollständige Wiedereröffnung.:S. 348 Nicola Spinosa verantwortete zusammen mit Ermanno Guida die Neuhängung der Werke, die einer historischen und geografischen Reihung folgte und sich ebenfalls zuerst auf die Herkunft der Objekte unter Einbeziehung ihrer Geschichte aber auch Musealisierung stützte:S. 19.

## Sammlung

Das Zwischengeschoss:
Zeichnungs- und Druckkabinett
Privatsammlungen des neunzehnten Jahrhunderts
Mele-Sammlung

Das Museum erstreckt sich über die drei Ebenen des Capodimonte-Palasts und die Anordnung der Werkgruppen geht auf die letzten Restaurierungsarbeiten zurück, die von Anfang der 80er Jahre bis 1999 stattfanden. Im Erdgeschoss und in Teilen des Untergeschosses befinden sich das Besucherzentrum und einige Unterrichtsräume, im Zwischengeschoss das Zeichnungs- und Druckkabinett sowie die Privatsammlungen und Mele-Plakaten des 19. Jahrhunderts:S. 18, im ersten Stock die Galerie Farnese, die Sammlung Borgia, das Königliche Appartement, die Porzellansammlung, die Sammlung De Ciccio und die Waffenkammer der Farnese und der Bourbonen:S. 38, im zweiten Stock die Neapolitanische Galerie, die d’Avalos-Sammlung, der Saal mit den Avalosschen Wandteppichen und die Abteilung für zeitgenössische Kunst.:S. 166 Letztere setzt sich im dritten Stock fort, wo sich auch die Galerie des 19. Jahrhunderts und die Fotogalerie befinden.:S. 230

### Erdgeschoss, Untergeschoss und Zwischengeschosse
Im Erdgeschoss ist das Besucherzentrum mit Ticketschalter, Buchhandlung, Cafeteria und Garderobe.:S. 18 Außerdem gibt es ein Auditorium, in dem Konferenzen, Vorführungen, Simultanübersetzungen und Live-Konzerte veranstaltet werden können und an dessen Wänden zwei Wandteppichen aus der d’Avalos-Sammlung:S. 19 hängen. Im Atrium, vor der Haupttreppe steht Jupiter schlägt die Titanen, eine Biskuitkeramik-Skulptur von Filippo Tagliolini:S. 349–350, sowie eine Installation von Luciano Fabro aus dem Jahr 1989 mit dem Titel North, South, West and East play Shanghai, aus Aluminium und Eisen, während im Garten, direkt vor dem Eingang, Segno Australe Croce del Sud zu sehen ist, ein weiteres Werk zeitgenössischer Kunst von Eliseo Mattiacci.

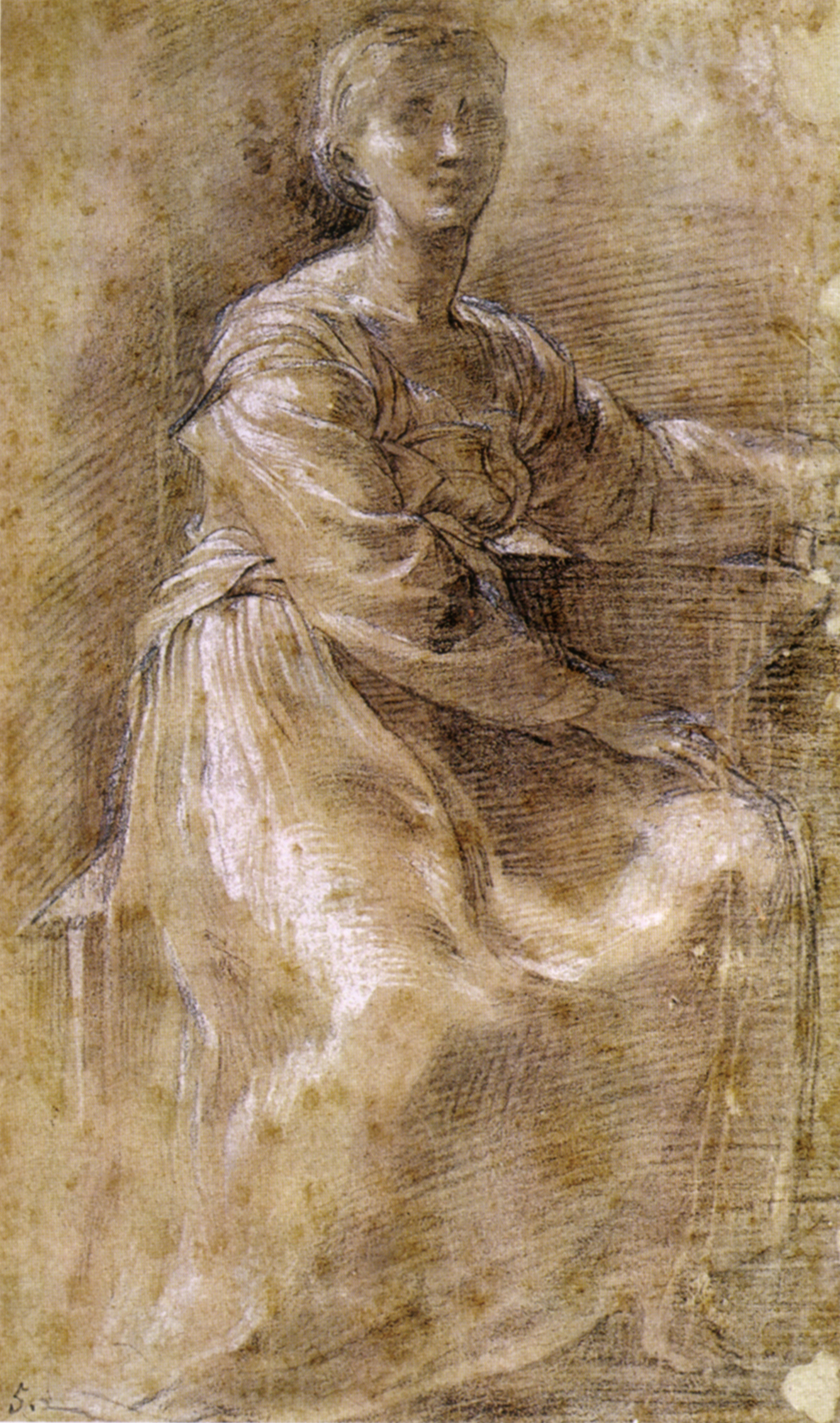
Sitzende Frau von Parmigianino, ausgestellt im Zeichnungs- und Kupferstichkabinett

Im Untergeschoss befinden sich zwei Vortragsräume: der erste, der nach dem Namen seines Schöpfers Sol-LeWitt-Saal genannt wird, wird für Tagungen, Konferenzen, Ausstellungen, Seminare und Konzerte für ein junges Publikum mit einer Installation von LeWitt selbst namens White bands in a black room genutzt, während der zweite, der Causa-Saal, über 700 m² umfasst und hauptsächlich für temporäre Ausstellungen genutzt wird:S. 19.
Das Zwischengeschoss beherbergt die Mele-Sammlung: Es handelt sich um Werbeplakate der Grandi Magazzini Mele, die 1889 von den Brüdern Emiddio und Alfonso Mele in Neapel eröffnet und 1988 dem Capodimonte-Museum geschenkt wurden. Sie sind ein wichtiges Zeugnis der neapolitanischen Bildsprache in der Zeit zwischen dem Ende des 19. und dem Beginn des 20. Jahrhunderts: Die Plakate wurden bei der Officina Grafica Ricordi in Auftrag gegeben und die Entwürfe von Künstlern wie Franz Laskoff, Leopoldo Metlicovitz, Leonetto Cappiello, Aleardo Villa, Gian Emilio Malerba, Achille Beltrame und Marcello Dudovich:S. 21. Ebenfalls im Hochparterre, im südlichen Flügel des Palasts, befindet sich das Gabinetto dei Disegni e delle Stampe:S. 361, dessen Ausstellung im Jahr 1994 begann. Hier sind etwa 2500 Blätter und 25.000 Drucke vereinigt, die von Kartons (Vorarbeiten) bis zu Zeichnungen etwa von Annibale Carracci, Guido Reni und Giovanni Lanfranco reichen, von dem etwa vierhundert vorbereitende Blätter für Fresken in neapolitanischen Kirchen vorhanden sind, aber auch Pontormo, Tintoretto, Andrea del Sarto, Jusepe de Ribera und Aniello Falcone:S. 24. In denselben Räumen sind auch die Sammlungen des Grafen Karl Firmian ausgestellt, die 1782 erworben wurden und über 20.000 Drucke von Albrecht Dürer, Stefano della Bella, Giovanni Benedetto Castiglione und Rembrandt umfassen, sowie die 1817 erworbene Borgia-Sammlung, die sechsundachtzig Aquarelle und indische Zeichnungen umfasst. Hinzu kommen weitere Sammlungen, die nach der Eröffnung des Museums gestiftet wurden, wie die von Mario und Angelo Astarita, die 1970 übergeben wurde und aus vierhundertneunzehn Zeichnungen, Aquarellen und Ölgemälden von Künstlern der Posillipo-Schule wie beispielsweise Giacinto Gigante besteht, oder staatliche Ankäufe wie die Sammlung von vierundsechzig Studien und Reliefs des Architekten Federico Travaglini:S. 24–25. Das Zwischengeschoss schließt mit den Privatsammlungen des 19. Jahrhunderts im Südflügel des Palasts ab, wo seit 2012 in sieben Räumen Gemälde aus dem 19. und 20. Jahrhundert vereint sind. Ursprünglich beherbergten diese Räume die Privatwohnung von Ferdinand I. aus dem Jahr 1816, wurden dann Mitte des 19. Jahrhunderts von Prinzessin Karolina genutzt und dann in der ersten Hälfte des 20. Jahrhunderts der Nebenlinie, der Familie der Herzöge von Aosta zugewiesen. Mit der Gründung des Museums im Jahr 1957 beherbergten die Räume die Büros der Museumsleitung, während sie während der Restaurierungsarbeiten in den 1990er ihr ursprüngliches architektonisches Aussehen wiedererlangten und für die museale Nutzung mit Möbeln, Textilien und Vorhängen aus neapolitanischer Produktion ausgestattet wurden:S. 30–31.
Saal 1 ist klassizistischen Malern wie Vincenzo Camuccini gewidmet, die Säle 2 und 3 versammeln neapolitanische Landschaften der Posillipo-Schule wie Anton Sminck van Pitloo, Gigante und den Palizzi-Brüdern, in Saal 4 hängen Gemälde des Realismus der zweiten Hälfte des 19. Jahrhunderts mit Künstlern wie Vincenzo Gemito, Domenico Morelli, Michele Cammarano und Giuseppe De Nittis, in Saal 5 von der orientalischen Kunst inspirierte Werke und in den Sälen 6 und 7 verschiedene Schenkungen von Privatpersonen oder Künstlern wie Gioacchino Toma, Achille D’Orsi, Giovanni Boldini und Giacomo Balla:S. 30.

### Erste Etage

Erste Etage:
Farnese-Galerie
De Ciccio-Sammlung
Rüstkammern der Farnese und Bourbonen
Königliches Appartement
Borgia-Sammlung
Porzellan-Salon
Porzellan-Galerie

Der erste Stock ist in die Bereiche der Galleria Farnese und des königlichen Appartements unterteilt. Zur Farnese-Galerie gehören insbesondere die Räume von Saal 2 bis Saal 30, in denen die Farnese-Sammlung untergebracht ist, mit Ausnahme von dem der Borgia-Sammlung gewidmeten Saal 7 von Saal 23, während die Räume von Saal 31 bis Saal 60 sowie Saal 23 den Bereich des königlichen Appartements bilden. Die Säle 35 und 36 beherbergen die Porzellangalerie, die Säle 38 bis 41 sind der De Ciccio-Sammlung gewidmet und die Säle 46 bis 50 zeigen die Waffenkammer der Farnesen und Bourbonen:S. 38.

#### Galerie Farnese

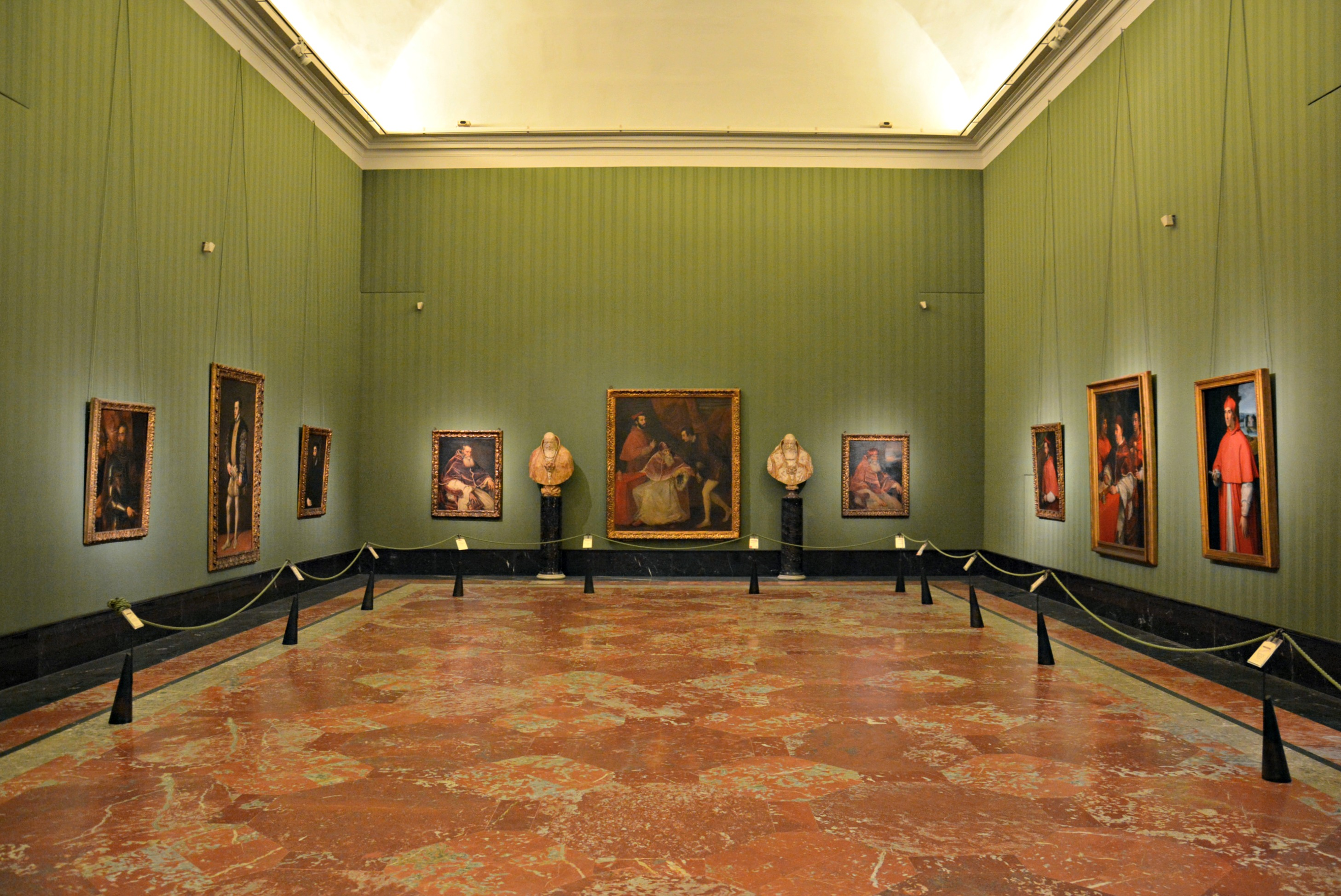
Saal 2

Die Farnese-Sammlung gibt der gleichnamigen Galerie ihren Namen, und alle Werke sind nach Herkunftsgebiet in zeitlicher Reihenfolge geordnet:S. 39. Die Sammlung wurde Mitte des 16. Jahrhunderts von Papst Paul III. begonnen, der in seinem Palast am Campo de’ Fiori:S. 4 sowohl antike Werke, hauptsächlich Statuen aus archäologischen Funden in der Umgebung von Rom wie den Caracalla-Thermen, als auch moderne Werke, hauptsächlich Gemälde von Raffael, Sebastiano del Piombo, El Greco und Tizian:S. 4 sammelte. Unter Ottavio Farnese und seinem Sohn Alessandro wurde die Sammlung im Laufe des 17. Jahrhunderts um zahlreiche Stücke erweitert, auch dank der Schenkung von Fulvio Orsini an Kardinal Odoardo im Jahr 1600 und der Beschlagnahmung von Vermögenswerten einiger Adeliger aus Parma und Piacenza im Jahre 1612, die für eine Verschwörung im Jahr zuvor gegen Ranuccio I. Farnese:S. 23 verantwortlich gemacht wurden. Die Sammlung wuchs so um Werke von Correggio und Parmigianino, neben Ankäufen aus römischen Palästen:S. 41. Als Alexander Statthalter der Niederlande wurde, wurde die italienische Schule auch durch flämische Malerei:S. 4 ergänzt: dem Monarchen wurde allerdings im Gegensatz zu seinem Vater und seiner Mutter, Margarete von Österreich:S. 4, nachgesagt, kein eifriger Sammler gewesen zu sein. Im Jahr 1693:S. 41 kam die Sammlung von Margareta Farnese hinzu, der Schwester von Ranuccio:S. 5. Später ging die Sammlung zu Elisabetta Farnese und dann an ihren Sohn Carlo di Borbone über, der, als er König von Neapel wurde, alle Werke in die Hauptstadt seines Königreichs brachte. Wiederum erweitert durch Neuerwerbungen:S. 41 mit Objekten u. a. aus Bernstein, Bronze und Bergkristall, Majolika und Toreutika, wurde die Sammlung in dem eigens dafür errichteten Palast des Capodimonte untergebracht. Im Laufe der Jahre war die Sammlung auf verschiedene Schlösser der Stadt verteilt; schlussendlich verblieben die Statuen im Archäologischen Nationalmuseum, während die Gemälde in das neu gestaltete Capodimonte-Museum verlegt wurden, wodurch die alte Farnese-Galerie wiederhergestellt wurde:S. 23.
Saal 2 markiert den Eingang zur Farnese-Galerie und erlaubt in seinen Gemälden einen Blick auf die führenden Persönlichkeiten der Farnese-Familie.:S. 40 Viele der ausgestellten Werke, etwa das Porträt von Paul III. und das Porträt von Paul III. mit seinen Enkeln Alessandro und Ottavio Farnese, stammen von Tizian, dessen Werksammlung im Capodimonte die wichtigste und größte sowohl in Italien wie weltweit ist:S. 5. Außerdem sind Gemälde von Raffael, etwa das Porträt des Kardinals Alessandro Farnese, von Giorgio Vasari und Andrea del Sarto zu sehen, sowie Skulpturen von Guglielmo Della Porta und ein Wandteppich mit der Darstellung eines Opfers Alexander des Großen:S. 24–31.

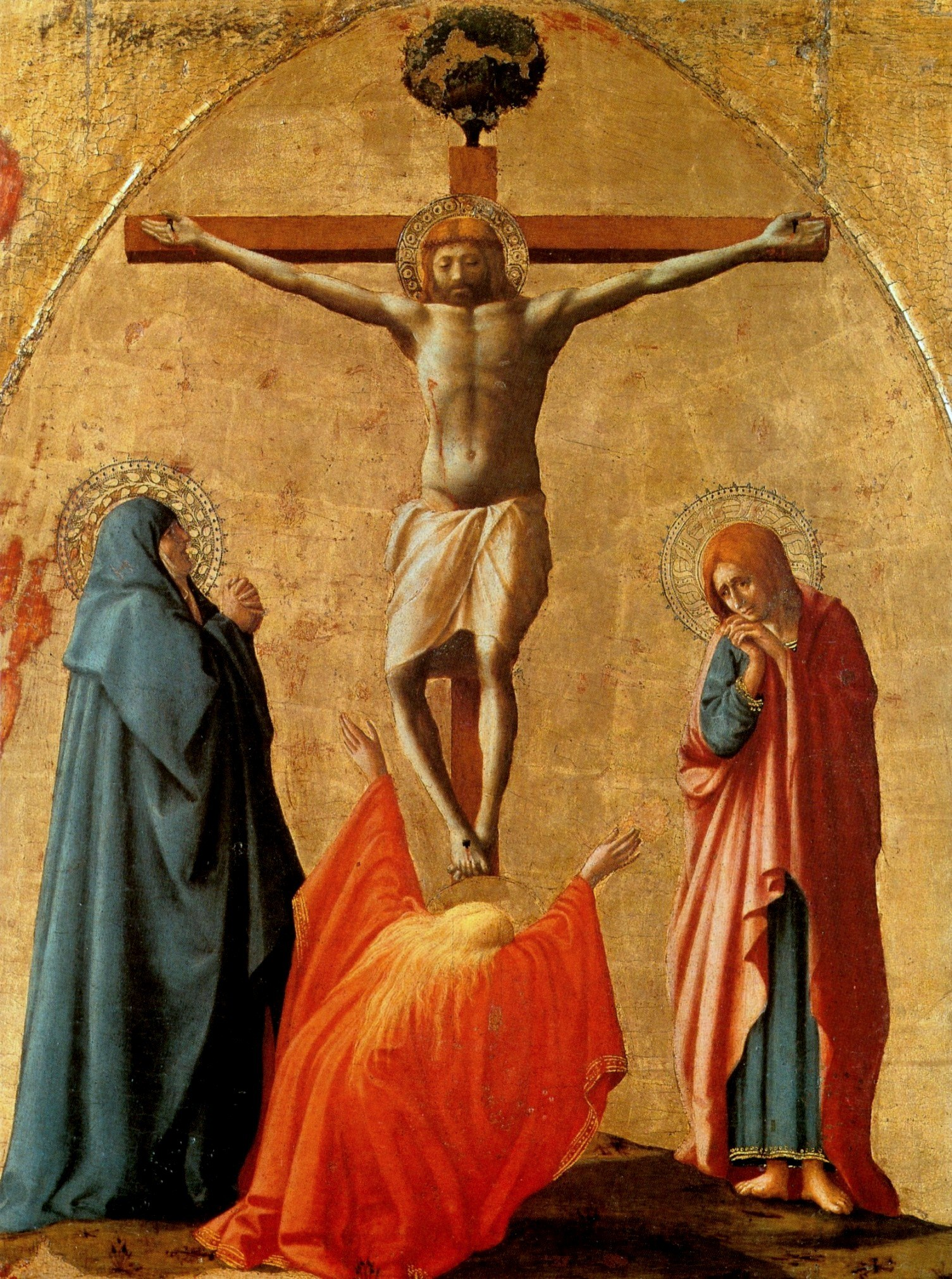
Crucifixion von Masaccio, Saal 3

Der kleine Saal 3 ist ganz Masaccios Kreuzigung gewidmet; diese ist nicht Teil der Farnese-Sammlung, sondern wurde 1901 von einer Privatperson als Werk eines unbekannten Florentiners aus dem 15. Jahrhundert erworben und erst später als die Kopftafel des Polyptychon von Pisa gehalten, das Masaccio für die Karmeliterkirche in Pisa angefertigt hatte und das später in verschiedene Teile zerlegt wurde:S. 350, die in anderen europäischen und amerikanischen Museen aufbewahrt werden:S. 32.
Saal 4 enthält vier Kohlezeichnungen: zwei von Michelangelo, eine von Raffael und eine von Giovan Francesco Penni:S. 49–51, die Fulvio Orsini gemäß dem Testament des Farneses da Ranuccio geerbt hatte. Die Werke kamen 1759 unter Joseph Bonaparte in den Capodimonte, wurden dann in den Königspalast verlegt, wo sie den Kern des Zeichnungs- und Druckkabinetts bildeten, und schließlich in den Capodimonte zurückgebracht. Im selben Raum befindet sich ein Gemälde, das Hendrick van den Broeck zugeschrieben wird, Venus und die Liebe, eine Kopie der gleichnamigen Kohle von Michelangelo, die daneben ausgestellt ist und Gegenstand zahlreicher Repliken auch anderer Künstler ist:S. 34–37.
Ab Saal 5 sind die Werke in chronologischer Reihenfolge angeordnet und nach Kulturkreisen geordnet: Zu den wichtigsten gehören zwei Tafeln von Masolino da Panicale, die Grundsteinlegung von Santa Maria Maggiore und die Himmelfahrt der Jungfrau, Mittelstück eines Triptychon, das ursprünglich auf dem Hochaltar der Basilika Santa Maria Maggiore in Rom:S. 38 stand.
Saal 6 beherbergt Gemälde aus den Sammlungen Farnese und Bourbon von Renaissance-Künstlern aus Umbrien und Florenz, die die malerischen Innovationen der Epoche zeigen, etwa die Perspektivtechnik, darunter Künstler wie Filippino Lippi, Lorenzo di Credi, Sandro Botticelli:S. 9, Raffaellino del Garbo und Raffael, mit einem seiner frühen Werke Gottvater mit Engeln und dem Kopf der Madonna, dem bestimmenden Werk des Raumes. Vom vorherrschenden Thema abweichend dagegen das Gemälde von Francesco Zaganelli eines Kreuztragenden Christus, nahe einem Gemälde von Dürer:S. 40–45.
Saal 8 beginnt die Reihe der Räume, die sich entlang der Westseite des Palastes erstrecken und in denen bereits im 18. Jahrhundert die ersten Gemälde der Farnese-Sammlung untergebracht waren: Die Decke des Raums weist zusammen mit der der Räume 9 und 10 noch dekorative Fresken aus dem 19. Jahrhundert auf, die später in den 1950er Jahren restauriert wurden. Der Raum zeigt Gemälde der Venetzianischen Schule aus dem 15. bis frühen 16. Jahrhundert mit Künstlern wie Bartolomeo Vivarini, Andrea Mantegna und Lorenzo Lotto:S. 61–64, die alle zur Farnese-Sammlung gehören, während die Werke anderer Künstler wie Giovanni Bellini und Jacopo de' Barbari mit auf die Akquisitionen der Bourbonen zurückzuführen sind:S. 10–11. Die Gemälde zeigen alle Neuerungen der Malerei der Epoche, etwa die Verfeinerung der Farben, die Verwendung der Zentralperspektive und die Schlüsselrolle der Beleuchtung:S. 50–55.
Im Saal 9 sind Werke von Sebastiano del Piombo, Giulio Romano und Daniele da Volterra ausgestellt, die von der Hochblüte der römischen Malerei des 16. Jahrhunderts zeugen; der Raum zeigt auch drei Gemälde, die Madonna mit dem Schleier und das Porträt von Clemens VII. mit Bart von Sebastiano del Piombo und das Porträt eines jungen Mannes von Daniele da Volterra, die auf Schiefer gemalt wurden, einer experimentellen Technik, die als Alternative zu Leinwand und Tafeln verwendet wurde:S. 56–59. Interessant ist auch die Kopie von Michelangelos Jüngstem Gericht, gemalt von Marcello Venusti, ein Beweis dafür, wie die Sixtinische Kapelle vor den Eingriffen von Daniele da Volterra aussah, um die als unanständig angesehenen Teile zu verdecken:S. 18.

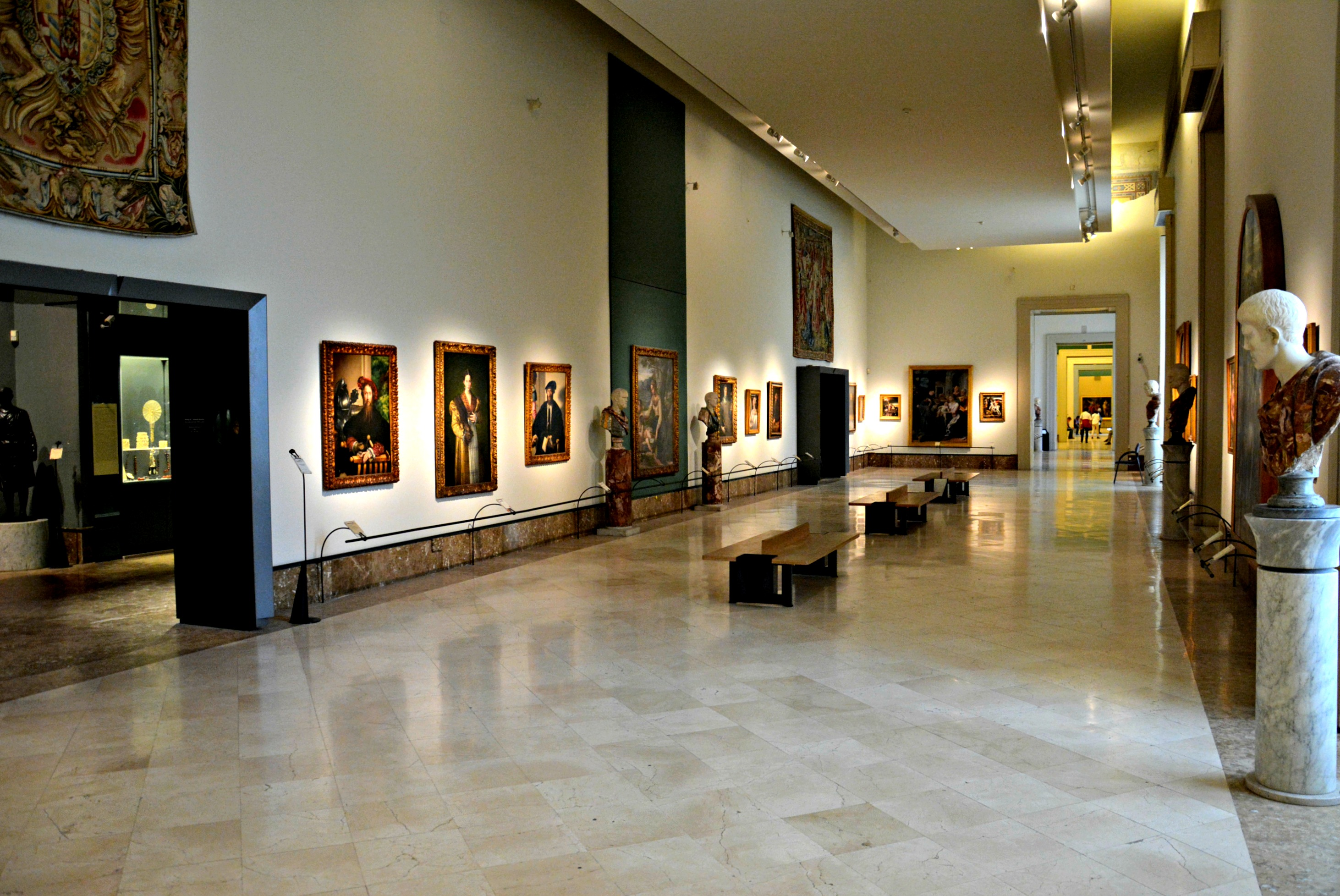
Saal 12

Saal 10 enthält Gemälde toskanischer Künstler, die im ersten Viertel des 16. Jahrhunderts entstanden sind: Dazu gehören Pontormo, Rosso:S. 21, Fra Bartolomeo, Franciabigio, Andrea del Sarto, Domenico Puligo und Pieter de Witte, Künstler, die den Manierismus:S. 60–65 vorbereiteten.
Saal 11 enthält Werke aus dem Veneto: insbesondere Werke eines gereiften Tizian wie Danae, Porträt eines jungen Mädchens und Magdalena die Büßerin, eines jungen Domínikos Theotokópoulos, besser bekannt als El Greco:S. 13, eines Schülers von Tizian und Hofmaler der Familie Farnese, sowie Jacopo Palma des Älteren:S. 66–71. Von den ersteren ist besonders Knabe, auf brennende Glut blasend zu erwähnen, ein Werk in einer starken Hell-Dunkel-Tonalität, die stark an Caravaggio erinnert.
Saal 12 beherbergt eine der weltweit bedeutendsten Sammlungen von Gemälden der Emilianischen Schule aus dem 16. Jahrhundert, die Frucht der Sammelleidenschaft der Familie Farnese und der Konfiszierungen aus Piacenza und Parma; zu den Künstlern gehören Correggio, mit seinen sakralen und mythologischen Themen und menschlichen Figuren mit weichen Formen und gedämpften Farben, Parmigianino, einer der Hauptvertreter des italienischen Manierismus und einer experimentellen Malweise:S. 29, Girolamo Mazzola Bedoli, Benvenuto Tisi da Garofalo, Dosso Dossi, Lelio Orsi:S. 34 und Ippolito Scarsella, die beiden letzteren mit einer charakteristischen märchenhaften und erzählerischen Ader. Mehrere Marmorbüsten aus der Römerzeit:S. 72–75 runden den Raum ab.
Im Saal 13 sind die Werke von Künstlern ausgestellt, die am Hof der Farnese in Parma tätig waren, einem Ort, der zu jener Zeit von intellektuellem Eifer erfüllt war. Dazu gehören insbesondere Jacopo Zanguidi, besser bekannt als il Bertoja, mit einer Madonna mit Kind, und Girolamo Mirola:S. 86, auch ausländische Künstler wie Jan Soens:S. 17.

Verdammte Seele von Giovanni Bernardino Azzolino, Saal 14

Saal 14 ist die Galerie der Raritäten, die gemeinhin als Wunderkammer bezeichnet wird, d. h. eine Art Raum der Wunder, der die Aufgabe hatte, die Besucher zu faszinieren und zu überraschen:S. 352: Neben den normalen Gemälden werden hier kostbare und seltene Stücke anderer dekorativer Kunstgegenstände der Farnese-Sammlung ausgestellt, die einst in der Galerie der Herzöge von Parma untergebracht war:S. 88. Zu den Werken in diesem Raum gehören: der Cofanetto Farnese, ein Werk von Manno Sbarri mit von Giovanni Bernardi gravierten Kristallen:S. 95, Bronzen aus den verschiedenen italienischen und europäischen Schulen, wie die von Giambologna, andere von typischer Kunst der Renaissance, wie der David von Francesco di Giorgio Martini und der Amor von Guglielmo Della Porta, und des Manierismus, Münzen, Elfenbeinobjekte wie ein Tablett und ein Krug von Johann Michael Maucher, Renaissance-Medaillen von Pisanello, Matteo de’ Pasti und Francesco da Sangallo, Emaillen, darunter eine Darstellung der Diana der Jägerin von Jacob Miller d. Ä., Majolika aus Urbino, darunter ein blaues Majolikaservice, das Alessandro Farnese gehörte, Bergkristalle, Kleinstschnitzereien aus Holz:S. 352–353 und exotische Artefakte und Gegenstände wie ein Frosch aus Hartstein aus Mexiko und die Statuette von Huitzilopochtli, dem Kriegsgott der Azteken:S. 88–101.
Saal 15 enthält ausschließlich Gemälde des flämischen Malers Jacob de Backer; es handelt sich um sieben Werke, die die sieben Todsünden darstellen, ein Thema, das in der flämischen Kultur des 16. Jahrhunderts sehr in Mode war: im Zentrum des Gemäldes steht das Laster und dahinter Szenen aus dem Neuen und dem Alten Testament. Die Werke wurden von Cosimo Masi in Flandern gekauft und 1611 von Ranuccio Farnese beschlagnahmt: Als sie in Neapel ankamen, blieben sie lange unbeachtet und wurden in den Lagerräumen des Palazzo degli Studi aufbewahrt, bevor sie der Camera dei deputati in Rom zur Verschönerung der Wände übergeben wurden. 1952 kehrten sie nach Neapel zurück und zogen neue Aufmerksamkeit auf sich:S. 102.
Der Saal 16 ist der Malerei der Lombardischen Malerei des 15. und 16. Jahrhunderts gewidmet, mit einer etwas bescheideneren Sammlung:S. 5, die ihren Höhepunkt in Zentren wie Cremona, Brescia, Bergamo und insbesondere Mailand erlebte: unter den ausgestellten Künstlern Bernardino Luini und Cesare da Sesto, inspiriert von Leonardo da Vinci, und Giulio Cesare Procaccini, der mit seiner Madonna mit Kind und Engel Anzeichen der strengen Moral der Gegenreformation in der sakralen Malerei zeigt, in der jedoch die ersten Anzeichen des Barocks zu erkennen sind. Die Szenerie wird durch einige Büsten von römischen Kaisern vervollständigt, die ursprünglich im palazzo Farnese in Rom ausgestellt waren.

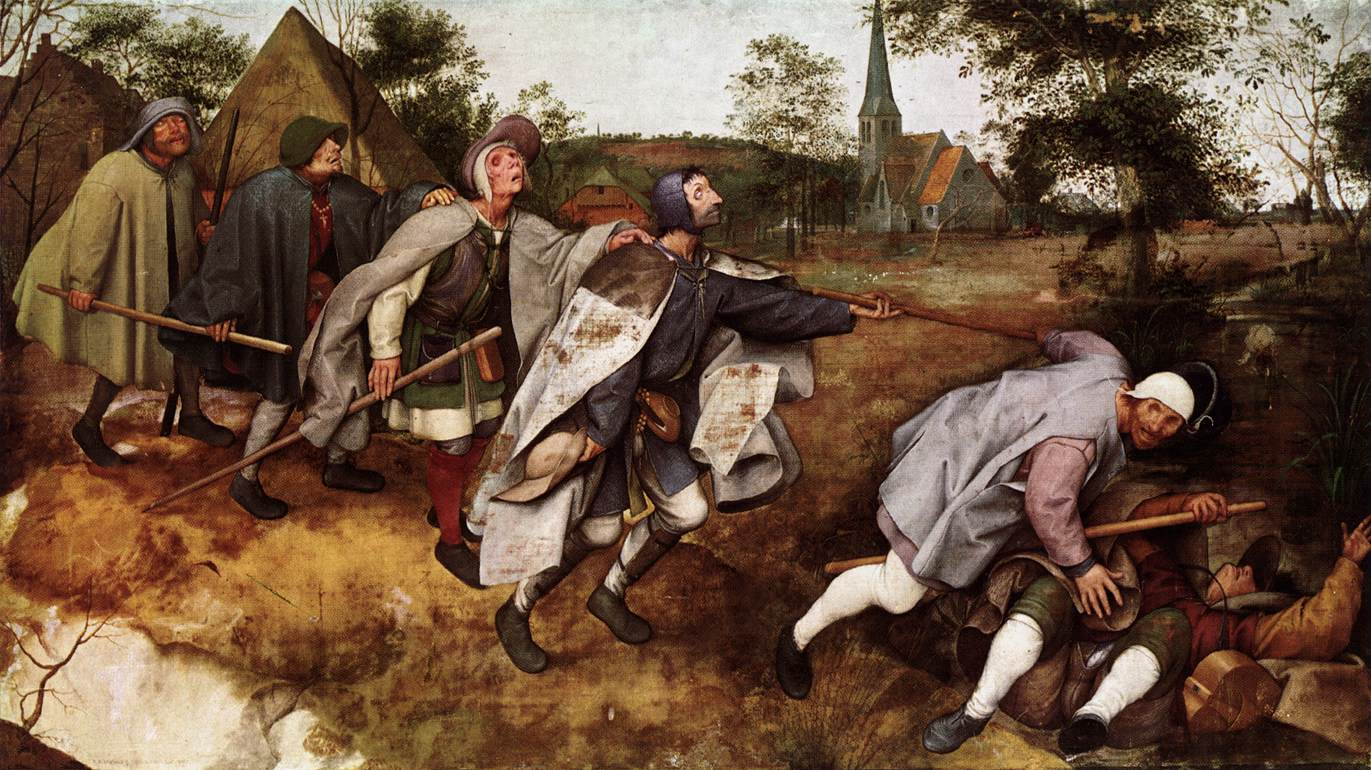
Gleichnis der Blinden von Pieter Bruegel dem Älteren, Saal 17

Saal 17 enthält Gemälde aus der  niederländischen Renaissance, insbesondere die beiden Meisterwerke von Pieter Bruegel dem Älteren, das Der Blindensturz und der Misanthrop, die zwei Hauptwerke der reifen Phase des Künstlers darstellen,:S. 9–11 erworben von Cosimo Masi, dem Sekretär des Prinzen Alessandro, und 1611 von den Farnese von seinem Erben Giovanni Battista Masi beschlagnahmt:S. 5. Es gibt auch Triptychen, wie die Kreuzigung und die Anbetung der Könige von Joos van Cleve, mit beweglichen Türen und reichen dekorativen Elementen, fast die typischen Elemente der italienischen Malerei reproduzierend, und eine Gruppe kleiner Gemälde von Civetta, die Landschaften darstellen:S. 8, die bereits in den Inventaren des Markgrafen Girolamo Sanvitale erwähnt wurden. Weitere ausgestellte Künstler sind Jacob Cornelisz van Oostsanen und Bernard van Orley, letzterer mit dem Porträt von Karl V.:S. 12; die meisten dieser Gemälde sind dank der Erwerbungen von Kardinal Odoardo ab 1641 Teil der Farnese-Sammlung:S. 108–113.
Saal 18 ist fast vollständig Joachim Beuckelaer gewidmet. Es ist nicht bekannt, wann oder von wem die Werke erworben wurden, aber sie gehörten schon 1587 zur Sammlung der Farnese in Parma, wie in einigen Familieninventaren erwähnt wird, zusammen mit etwa vierzig Gemälden, die dem Herzog Ottavio und Ranuccio gehörten, zu einer Zeit, als Stillleben und volkstümliche Szenen wie die von Märkten und Landschaften:S. 15, die auf den Gemälden abgebildet sind, in Italien großen Erfolg hatten. Das einzige Werk, das nicht von Beuckelaer stammt, ist Jesus unter den Kindern von Marten de Vos:S. 114.

Metzgerei von Joachim Beuckelaer, Saal 18

In Saal 19 sind die Werke der Vertreter der Carracci-Familie ausgestellt, nämlich der Brüder Agostino und Annibale, den wichtigsten Hoflieferanten der Familie Farnese, und ihres Vetters Ludovico:S. 106–109: ihre Gemälde sind durch die vom Konzil von Trient auferlegten Auflagen geprägt, obwohl es ihnen gelingt, ein neues künstlerisches Konzept zu entwickeln, wonach der Künstler eine Vision der Realität haben muss, um die italienische Malerei aus ihrer Krise herauszuführen:S. 116.
Saal 20 versammelt weitere Werke der emilianischen Schule mit Annibale Carracci, diesmal mit einem Spätwerk, das von griechischen Mythen wie Rinaldo e Amida und der Flussallegorie inspiriert ist, Allegoria fluviale, Giovanni Lanfranco und Sisto Badalocchio:S. 120–125.
Der Saal 21 ist ganz den Gemälden von Bartolomeo Schedoni:S. 44, einem Künstler, der seine berufliche Existenz mit der Familie Farnese verband, indem er für die Familie zwischen Modena und Parma arbeitete und ihr die meisten seiner Werke zur Verfügung stellte, einschließlich derer, die nach seinem Tod in der Werkstatt aufbewahrt wurden. Als Schüler von Correggio, Federico Barocci und den Carraccis macht er die Beleuchtung zur wichtigsten Innovation seiner Gemälde, in denen er exzentrische Figuren auftreten:S. 127.
Saal 22 führt die emilianische Malerei fort:S. 353: das Hauptwerk ist Atalanta e Ippomene von Guido Reni:S. 40, zusammen mit Giovanni Lanfranco und Michele Desubleo; alle Gemälde präsentieren die Themen und den Stil des aufkommenden Barock:S. 128.
Saal 24 enthält flämische Gemälde aus dem 17. Jahrhundert mit Künstlern wie Antoon van Dyck und seinem Gekreuzigten Christus:S. 21, erworben von Diego Sartorio für eintausendfünfhundert Ducaten, Peter Paul Rubens und Daniel Seghers:S. 19–20. Diese Werke gehörten zur Farnese-Sammlung oder wurden später erworben und bieten einen Vergleich zwischen der italienischen und niederländischen Malerei dieser Zeit:S. 134.

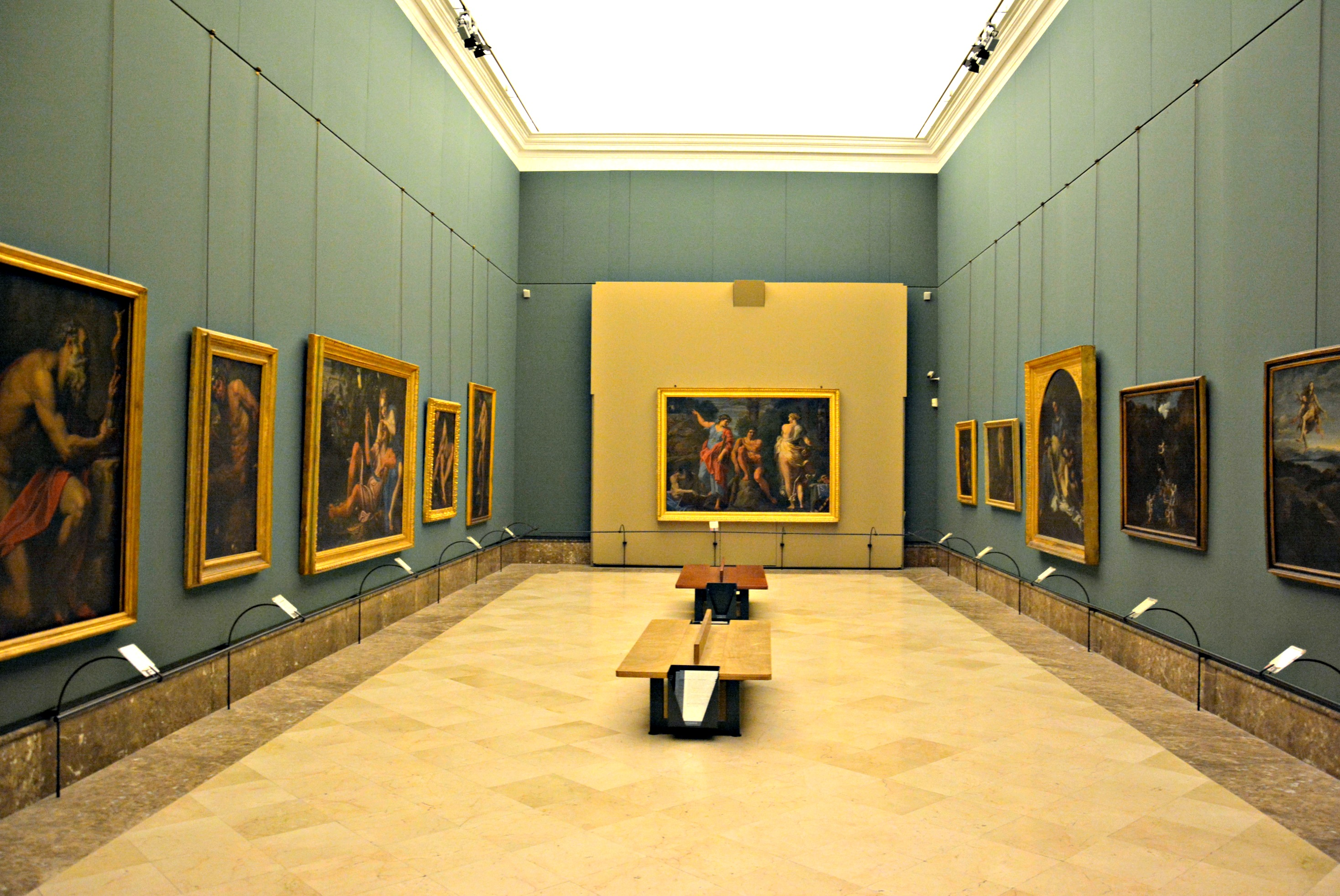
Saal 20

Die Ausstellung flämischer Maler wird auch in Saal 25 fortgesetzt, insbesondere mit Werken, die sich mit Alltagsszenen befassen, einem Genre, das ab dem Ende des 16. Jahrhunderts dank der Nachfrage des wohlhabenden Bürgertums, das die Wände seiner Paläste gerne mit Gemälden von Szenen des täglichen Lebens schmückte, enorm populär war. Zu den in diesem Saal ausgestellten Künstlern gehören Sebastian Vrancx, Gillis Mostaert und Pieter Brueghel der Jüngere mit Winterlandschaft:S. 138–139.
In Saal 26 sind wieder flämische Künstler vertreten: Diesmal geht es jedoch um Stillleben, die im 17. Jahrhundert sehr beliebt waren. Intime Darstellungen von Familienszenen mit Porträts von Obst, Wild, Blumen, Geschirr und Kristall sind gezeigt, wie in David de Conincks Wild und Tiere oder David Teniers der Jüngeres Kücheninterieur:S. 140.
In Saal 27 geht es mit Künstlern aus der Emilia weiter, insbesondere mit solchen, die von den Erfahrungen der Accademia degli Incamminati beeinflusst wurden. Ausgestellt sind Werke von Ludovico Carracci wie der Sturz des Simon Mago, der eine Vision einer neuen Raumkonzeption und damit das Aufkommen des Frühbarocks anzeigt, Domenichino mit dem Schutzengel, der noch in einem Klassizismus verharrt, und Alessandro Tiarini, der weiterhin dem Stil der Caravaggio-Schule folgt:S. 142–145.
Der spätmanieristische Stil des späten 16. Jahrhunderts kommt in den Werken in Saal 28 mit Künstlern aus der Toskana und Ligurien zur Geltung; die Eigenheit dieser Gemälde ist die Farbverwendung, bei der ein fast übernatürlicher Farbton erreicht wird, die aber dennoch eine weiche und durchdringende Leuchtkraft haben: Die Pietà von Cigoli, Venus und Adonis von Luca Cambiaso und Der Heilige Sebastian, der zum Grab geführt wird von Domenico Cresti:S. 146–147.

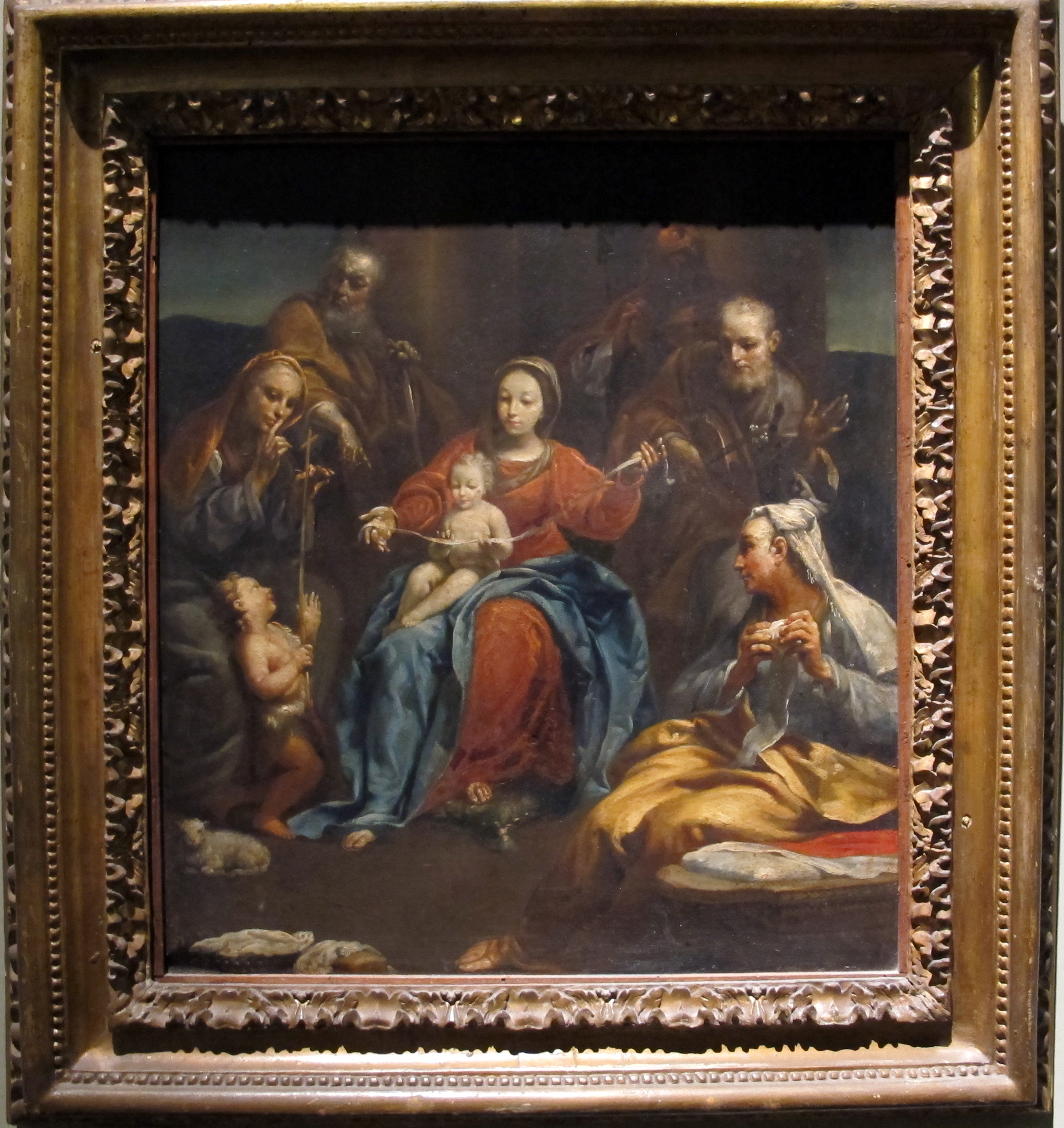
Heilige Familie mit Engeln von Giuseppe Maria Crespi, Saal 30

Der Saal 29 beherbergt Werke unterschiedlicher Provenienz und Herkunft, was zeigt, dass die Familie Farnese aufgrund interner Streitigkeiten nicht mehr in der Lage war, Künstler mit Bildern für ihre Sammlung zu beauftragen. Die repräsentativsten Werke in diesem Saal stammen von Künstlern aus Genua, einer Stadt, die zwischen dem 16. und 17 eine malerische Blüte erlebte: Carlo Saracenis Ölgemälde auf Kupfer mit einem mythologischen Thema und Werke von Orazio de Ferrari und Giovanni Battista Gaulli:S. 148–151, während Landschaft mit der Nymphe Egeria von Claude Lorrain aus der Sammlung Bourbon stammt:S. 22.
Saal 30 schließt die Farnese-Sammlung ab: er beherbergt Werke von Sebastiano Ricci:S. 126, einem Venezianer aus dem siebzehnten Jahrhundert, der zu den Malern des Hauses Farnese in Parma gehörte und Ranuccios Schutz genoss; in diesem Saal befindet sich auch Heilige Familie und Engel von Giuseppe Maria Crespi:S. 152–153.

#### Borgia-Sammlung
Saal 7 beherbergt die Borgia-Sammlung.:S. 56 Es handelt sich um eine 1817 von Ferdinand I. erworbene Sammlung, die Kardinal Borgia gehörte, der im Laufe des 18. Jahrhunderts dank der verschiedenen katholischen Missionen in der ganzen Welt zahlreiche Kunstwerke der verschiedensten Völker sammelte, etwa aus dem Orient und den Kolonien:S. 56. Der Kardinal bewahrte die Werke sowohl in einem römischen Palast als auch in seiner Residenz in Velletri auf, wo er ein regelrechtes Museum einrichtete, das für Gelehrte zugänglich und in zehn Abteilungen unterteilt war: Ägyptische, etruskische und Kunst der Volsker, Griechische, Römische und islamische Kunst, Arabische Altertümer, kulturell-anthropologische Artefakte aus Nordeuropa und Mittelamerika, sowie christlicher Provenienz wie ikonographischen und liturgischen Werken. Nach dem Tod des Kardinals wurden die Werke von seinem Neffen Camillo Borgia geerbt und später vom bourbonischen König erworben:S. 46–49: Die Sammlung wurde zunächst im Königlich-Bourbonischen Museum ausgestellt und später, im Jahr 1957, in den Capodimonte verlegt, wo nach langwierigen Inventarisierungsarbeiten heute drei Abteilungen zu sehen sind, nämlich die Sakrale Ausstellung, die Arabisch-Zyphische Ausstellung und die Indisch-Christliche Ausstellung.
Die Sammlung umfasst Gemälde wie die Heilige Euphemia von Andrea Mantegna:S. 60, die Madonna mit Kind, Petrus, Paulus und der Abt Antonius von Taddeo Gaddi, die Madonna mit Kind von Bartolomeo Caporali, die Madonna von Jacopo del Casentino, der Heilige Sebastian von Taddeo di Bartolo, die Tugenden und Szenen aus dem Leben Jasons von Giovanni Bernardi; weiter gibt es Objekte aus Syrien, Spanien, Birma und Frankreich aus verschiedenen Materialien (etwa das Polyptychon der Passion aus Alabaster), der englischen Schule, Glas, Goldschmiedearbeiten, Emaillen wie Frieden von Nicolò Lionello und Elfenbeinarbeiten wie eine byzantinische Kreuzigung aus dem 10. Jahrhundert:S. 46–49.

#### Königliche Gemächer

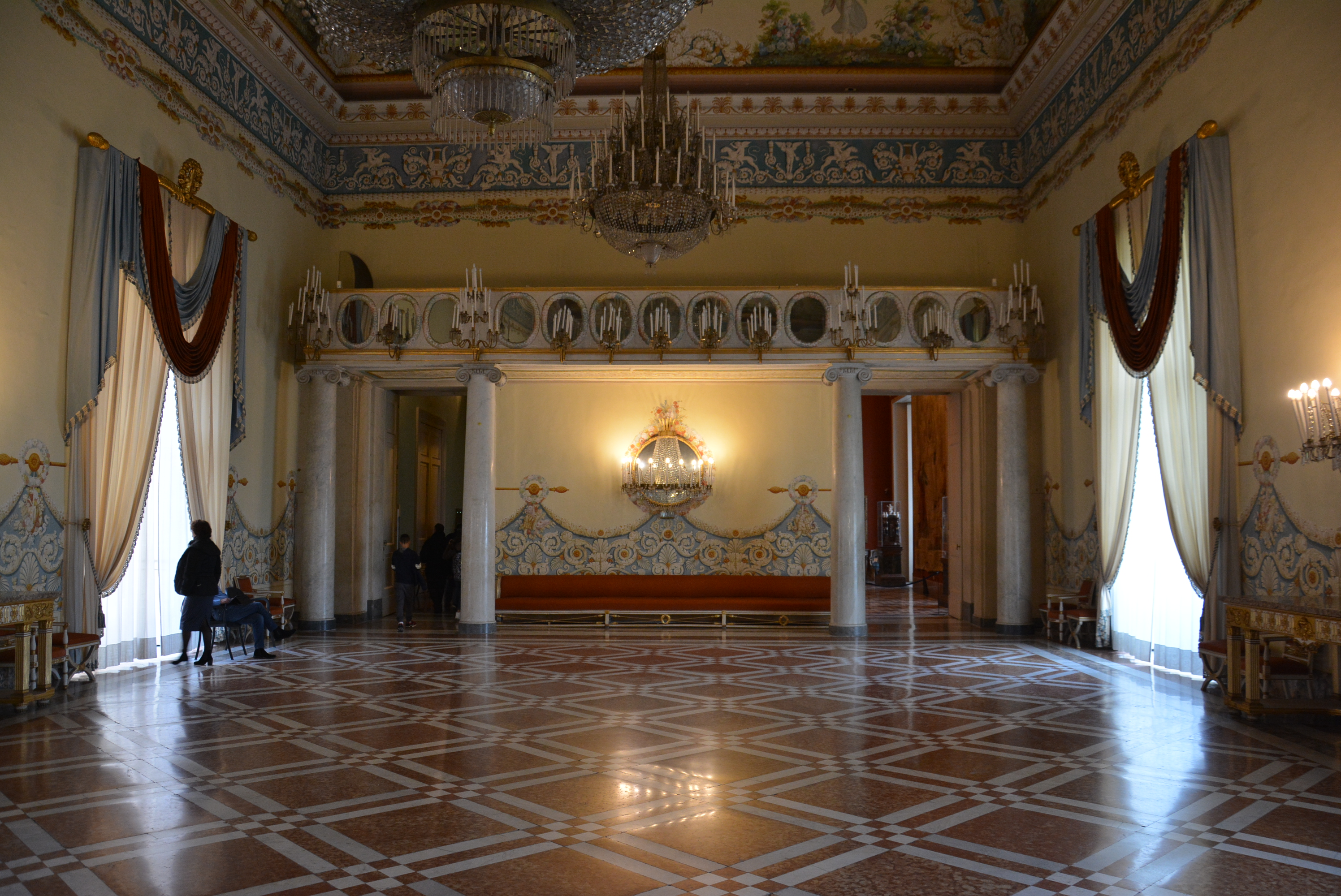
Der Salone delle Feste

Die Säle 31 bis 60 zusammen mit Saal 23, ausgenommen die Säle 35 und 36, 38 bis 41 und 46 bis 50, beherbergen die Königlichen Gemächer.
Teilweise in ihrem ursprünglichen Aussehen verändert, sowohl in ihrer Architektur als auch in ihrer Einrichtung, bilden sie die Räumlichkeiten, die die bourbonischen Könige, die Franzosen und die Familie der Herzöge von Aosta bewohnten:S. 127: der Hauptattraktion ist Saal 23, der das Schlafzimmer von Franz I. und Maria Isabella von Bourbon-Spanien beherbergte, erbaut zwischen 1829 und 1830 nach einem Entwurf von Antonio Niccolini:S. 353 mit ungewöhnlicher Wanddekoration, die an die bei den Ausgrabungen von Pompeji und Herculaneum gefundenen Fresken erinnert, und Polsterungen aus dem San Leucio:S. 132. Saal 31 wird Wiegen-Salon genannt, weil er eine Wiege beherbergte, die die neapolitanischen Untertanen dem König für die Geburt von Viktor Emanuel geschenkt hatten:S. 158. Die Besonderheit des Saals ist der Marmorfußboden aus einer römischen Villa in Capri, der Villa Jovis:S. 128. Saal 42 ist der Festsaal, der ursprünglich zur Unterbringung von Werken aus der Farnese-Sammlung gedacht war und später umgestaltet wurde, um den repräsentativen Funktionen der königlichen Familie zu dienen:S. 149. Es ist einer der wenigen Räume, die ihr ursprüngliches Aussehen bewahrt haben, mit Dekorationen von Salvatore Giusti:S. 355, im klassizistischen Stil, mit Marmorböden und Kristalllüstern:S. 198. Saal 52 beherbergt den Porzellansalon: einen Salon aus über dreitausend Porzellanstücken:S. 356. Er wurde zwischen 1757 und 1759 von Giovanni Battisti Natali für Königin Maria Amalia angefertigt, ursprünglich im Palast von Portici untergebracht und erst 1866 nach Capodimonte in einen speziell dafür gestalteten Raum verlegt:S. 157. Saal 56, der auf Geheiß von Annibale Sacco und in einem klaren neoklassizistischen Stil erbaut wurde, heißt Camuccini-Saal und wird so genannt wegen der Gemälde von Vincenzo Camuccini:S. 160, flankiert von anderen Künstlern wie Pietro Benvenuti und Francesco Hayez; er beherbergt auch eine große Anzahl von Statuen:S. 232. Alle Räume zeigen eine große Anzahl von Gemälden so unterschiedlicher Maler wie Alexandre-Hyacinthe Dunouy, Claude Joseph Vernet, Antonio Joli, Francisco de Goya, Angelika Kauffmann und Giacinto Gigante, sowie zahlreiche Einrichtungsgegenstände wie Porzellan, Vasen, Krippen, Musikinstrumente, Sofas, Kronleuchter und Kamine, von denen letztere nur in den Empfangsräumen zu finden waren:S. 156.

#### Porzellangalerie

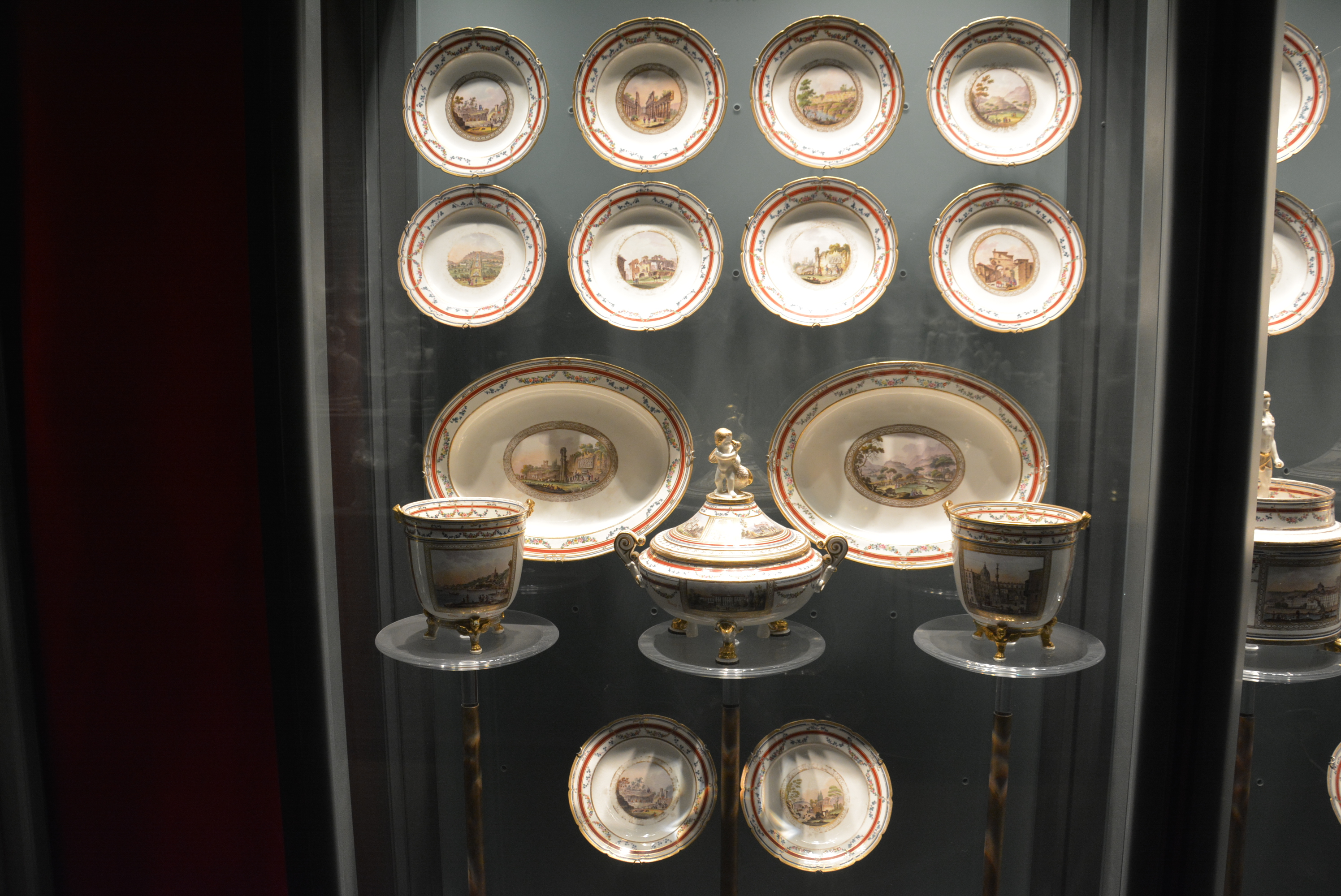
Teil des Service der Gans in der Porzellangalerie

Die Säle 35 und 36 bilden die sogenannte Porzellangalerie: Sie besteht aus über dreitausend Stücken:S. 354, von denen aus Platzgründen nur ein kleiner Teil ausgestellt wird, der eher repräsentativ für Porzellanservice aus italienischer und europäischer Herstellung ist, insbesondere Porzellan aus Capodimonte, Meissen, Sèvres, mit einigen in Neapel, Wien und Berlin:S. 354 gefertigten Stücken. Alle Werke, mit Ausnahme der 1972 erworbenen Immacolata, stammen aus der bourbonischen Sammlung. Bis 1860 wurden diese Stücke im Alltag verwendet, während später, ab 1873, auf Geheiß von Viktor Emanuel III., eine Musealisierung des Porzellans begann, die von Annibale Sacco kuratiert wurde:S. 176.
In Saal 35 sind die Kreationen der königlichen Manufaktur Neapel ausgestellt, während in Saal 36 die wichtigsten europäischen Manufakturen gezeigt werden:S. 141. Zu den Hauptwerken gehören der Servizio dell'Oca, auf dessen Geschirr Ansichten von Neapel und seiner Umgebung abgebildet sind, während diejenigen ohne Verzierungen im Lager aufbewahrt werden, ein Corredo d'altare mit sechs Kandelabern und einem Kruzifix, ein Werk von Giuseppe Gricci für die königliche Kapelle von Portici, ein Schreibservice, ein Schokoladenservice mit einer Blumengirlande und weiter zahlreiche Vasen, Statuen, Sockel und Teller:S. 176–187.

#### De Ciccio-Sammlung
Die Räume 38, 39, 40 und 41 beherbergen die Sammlung De Ciccio: Dabei handelt es sich um eine Sammlung von etwa eintausenddreihundert Stücken:S. 355, hauptsächlich angewandte Kunst, darunter Gemälde und Skulpturen, aber auch Bronzen, Elfenbein, Majolika, Porzellan und einige archäologische Funde, die dem Capodimonte-Museum 1958 von dem Sammler Mario De Ciccio geschenkt wurde, der sie im Laufe von etwa fünfzig Jahren durch Ankäufe in Neapel, Palermo und im Ausland gesammelt hatte:S. 355:S. 146.
Unter den verschiedenen Werken befinden sich Keramiken in Hispano-maurischer Stil, Majolika aus der Renaissance, darunter eine sternförmige Fliese aus der königlich-persischen Manufaktur, Porzellan aus Meissen, Wien und Ginori. Zu den Statuen gehören eine Madonna mit Kind aus der Schule von Lorenzo Ghiberti, der Heilige Matthäus in Bronze, der Alessandro Vittoria zugeschrieben wird, während zu den Gemälden eine Tafel von Marco del Buono und Apollonio di Giovanni gehört, die früher die Dekoration eines Cassone (einer Hochzeitstruhe):S. 190–197. Neben Vasen, Tellern, Tassen, darunter einige Chinesische aus der Kangxi und Qianlong Periode:S. 355, Renaissance-Bronzen von Andrea Briosco, Alessandro Vittoria und Tiziano Aspetti, Muranoglas und archäologischen Funden wie Attische Vasen aus dem 6. Jh. v. Chr. und 5. Jh. v. Chr., Rhyta aus dem 4. Jh. v. Chr. sowie italische und etruskische Kunst:S. 355.

#### Waffenkammer der Farnese und Bourbonen

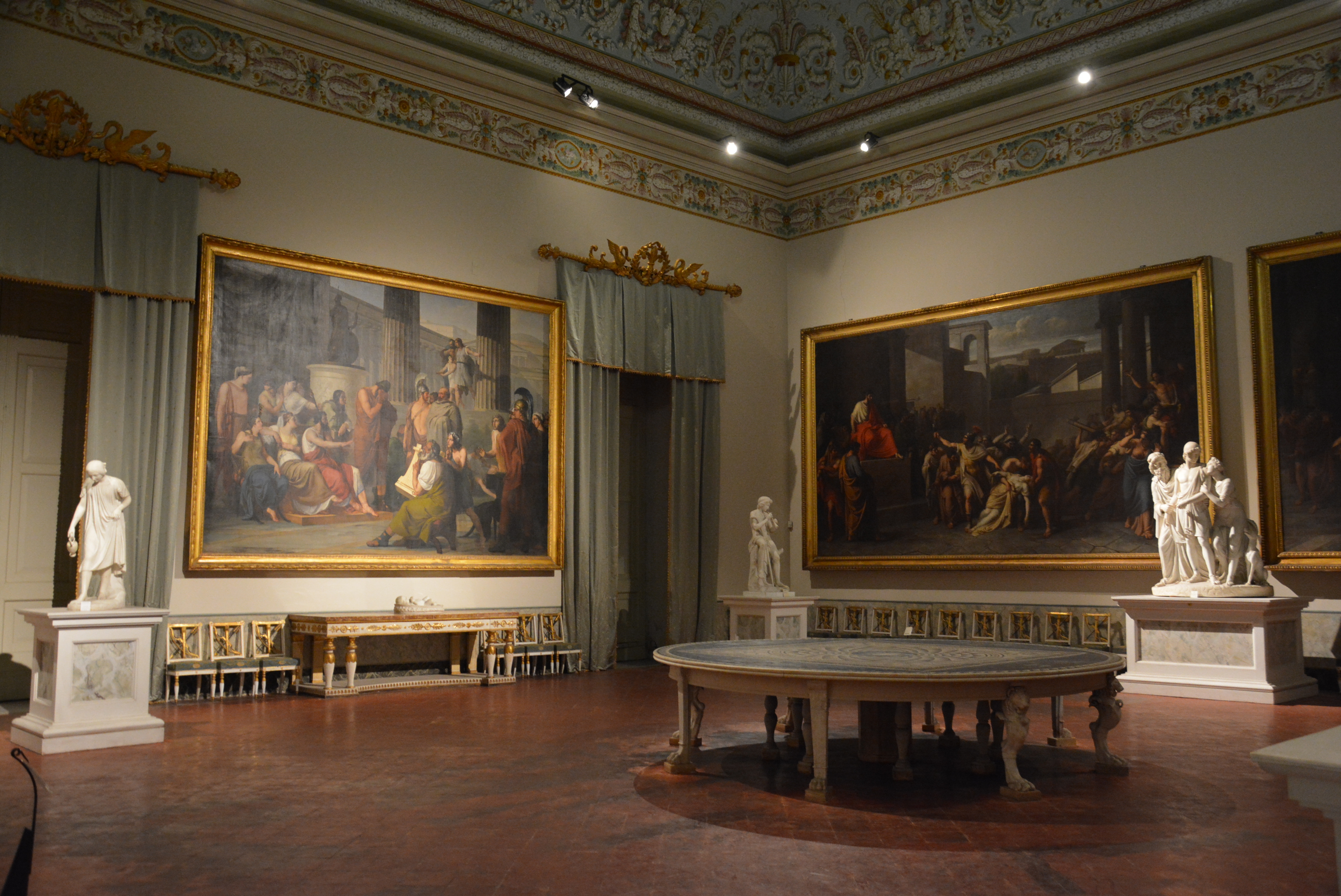
Der Camuccini-Saal

In den Sälen 46, 47, 48, 49 und 50 sind die Sammlungen der Farnesischen und der Bourbonischen Rüstkammer ausgestellt: Es handelt sich um etwa viertausend Stücke, deren erste Ausstellung auf das Jahr 1958 zurückgeht und deren ursprüngliches Aussehen noch erhalten ist:S. 153. Die Farnese-Sammlung umfasst vor allem Waffen aus Mailänder und Brescianer Produktion, aber auch spanische und deutsche Feuerwaffen, Hieb- und Stichwaffen, Turnier- und Kriegsrüstungen, Pistolen, Schwerter, Dolche und Arkebusen, darunter die als Giglio bekannte Rüstung des Alessandro Farnese von Pompeo della Cesa und ein italienisches Radgeschütz, das Ranuccio Farnese gehörte. Die bourbonische Sammlung umfasst Feuerwaffen, von denen einige mit Karl von Bourbon aus Madrid kamen:S. 214–219, andere aus neapolitanischer Produktion von der Real Fabbrica d’Armi di Torre Annunziata, um den Bedarf der bourbonischen Armee zu decken, sowie Jagdwaffen, die nur dem Vergnügen dienten, etwa ein Steinschlossgewehr, das Maria Amalia gehörte:S. 355. Hinzu kommen Waffen, die Karl und Ferdinand geschenkt wurden, wie Karabiner und Gewehre aus sächsischer, wiener und spanischer Produktion, und weiße Waffen, die sowohl von der königlichen Manufaktur als auch aus Stahl hergestellt wurden. Letztere befindet sich seit 1782 im Capodimonte-Park: Zu den Herstellern gehören Carlo la Bruna, Biagio Ignesti, Michele Battista, Natale del Moro und Emanuel Estevan. Außerdem sind Waffen aus dem Orient und Kriegsmodelle für die Artillerieschule:S. 355–356, italienische Turnier- und Kriegsrüstungen aus dem 17. Jahrhundert, Schwerter aus dem 16. und 18. Jahrhundert, von denen eines wahrscheinlich Ettore Fieramosca gehörte, italienische und europäische Feuerwaffen aus dem 18. und 19. Zu beachten ist ein Gipsmodell, das Karl V. von Vincenzo Gemito:S. 356 darstellt.

### Zweite Etage

Das zweite Stockwerk:
Zeitgenössische Kunst
Wandteppich-Saal
D’Avalos-Sammlung
Neapolitanische Galerie

Die zweite Etage ist in die Bereiche der Neapolitanischen Galerie und der Sammlung zeitgenössischer Kunst unterteilt: Insbesondere beherbergen die Säle 61 bis 97, mit Ausnahme von Saal 62, die Galerie Neapolitanischer Künstler vom 13. bis zum 18. Jahrhundert, Saal 62 ist den Wandteppichen von d’Avalos gewidmet und die Säle 98 bis 101 der Sammlung d’Avalos, während die Ausstellung der zeitgenössischen Kunst zwei Säle sowie weitere im dritten Stockwerk einnimmt:S. 166.

#### Neapolitanische Galerie

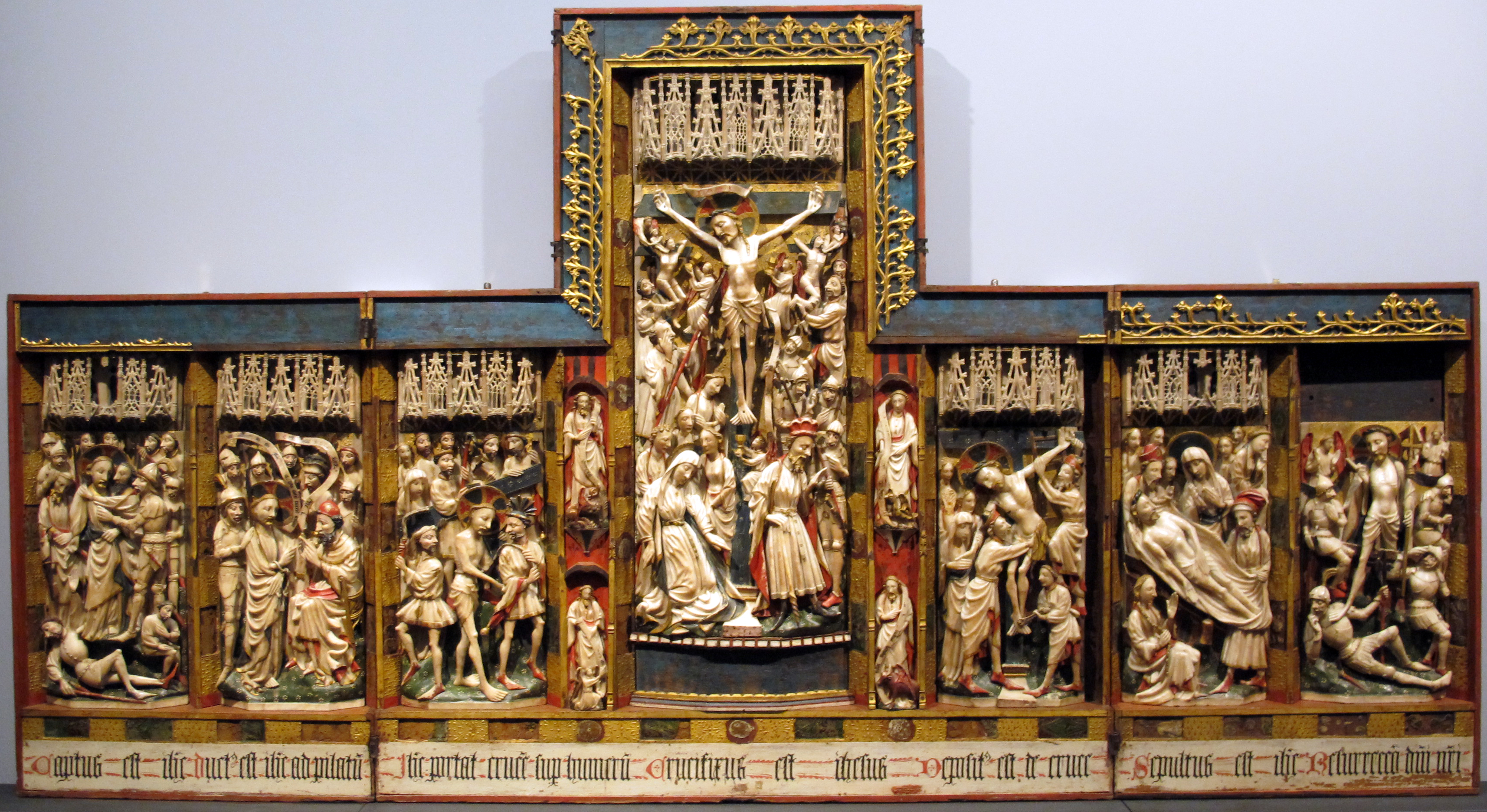
Polyptych mit Passionsgeschichten, Saal 61

Die Neapolitanische Galerie besteht aus vierundvierzig Sälen und beherbergt Gemälde sowie Skulpturen und Wandteppiche:S. 167, die von neapolitanischen Künstlern oder zumindest von Künstlern geschaffen wurden, die nicht aus der Region stammten, aber in der Stadt arbeiteten oder Werke dorthin schickten und die lokale Schule in einem Zeitraum zwischen dem 13. und 18. Jahrhundert beeinflusst haben. Die Sammlung entstand im frühen 19. Jahrhundert, entweder als Folge der Aufhebung der Klöster während der napoleonischen Herrschaft:S. 349 oder durch bourbonische Agenten auf der Suche nach Werken, die in die königliche Sammlung aufgenommen werden sollten:S. 247, was bis 2008 dank zahlreicher staatlicher Ankäufe, Schenkungen:S. 167 oder, wie zwischen 1970 und 1999, aus Konservierungsgründen fortgesetzt wurde, insbesondere für jene Werke, die in geschlossenen oder anderweitig schlecht bewachten Kirchen aufbewahrt wurden:S. 356. Die behandelten Themen sind also religiöse Themen für die Verwendung in Kirchen, aber auch Schlachten, mythologische Szenen und Stillleben sowie profanere Themen, die oft von Privatpersonen für ihre Bürgerhäuser in Auftrag gegeben wurden. Die Anordnung der Säle im Museum spiegelt folglich die enge Beziehung zwischen Geschichte und Kunstgeschichte im neapolitanischen Raum und in Süditalien im Allgemeinen wider, mit Werken, die sowohl vom Herrscherhaus als auch von den Aristokraten in Auftrag gegeben wurden, die die neapolitanische Hauptstadt zu einem internationalen Kulturzentrum machten:S. 247.
Der Saal 61 markiert den Beginn der Neapolitanischen Galerie: Hier sind Werke unterschiedlicher Art untergebracht, die die Vielfalt und Komplexität der künstlerischen Errungenschaften in Neapel zeigen, sowie Werke, die restauriert wurden. Die Ausstellung umfasst das Polyptychon mit Passionsgeschichten aus Alabaster und Holz aus Nottingham, einen Wandteppich mit der Darstellung der Kreuzabnahme:S. 248–249 und Holzstatuen von Giovanni da Nola:S. 356.

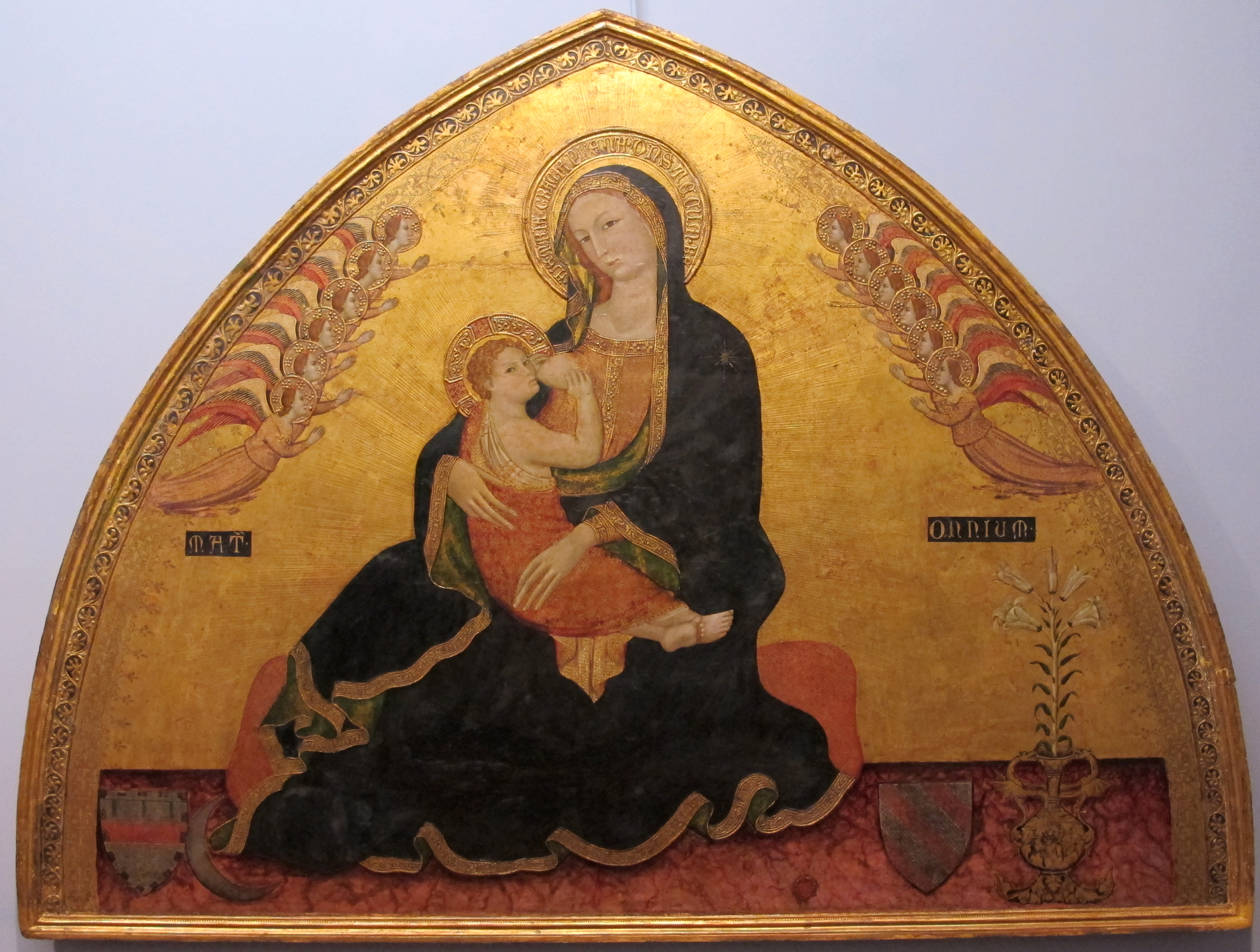
Madonna der Demut von Roberto d’Oderisio, Saal 64

Saal 63 und die nächsten beiden Säle beherbergen Werke von kampanischen Meistern, die vom späten 12. bis zum frühen 15. Jahrhundert reichen: bemerkenswert sind ein San Domenico:S. 172, ein Polyptychon aus einer neapolitanischen Kirche, ein Marmorobjekt, das Teil eines Leuchters bildet, und eine Temperamalerei auf einer Tafel von Santa Maria de Flumine aus einer Kirche in der Nähe von Amalfi, die die byzantinischen und arabischen Einflüsse auf der Halbinsel von Sorrent:S. 254 zeigt.
Saal 64 zeigt den Einfluss der beginnenden Anjou-Dynastie und ihrer höfischen Welt auf die neapolitanische Kunst. Die neuen Herrscher bescherten der Stadt nämlich wichtige Sanierungsarbeiten sowie den Bau von Palästen und Kirchen, die anschließend dekoriert werden mussten. Und die Künstler, die mit dieser Arbeit betraut wurden, ließen sich von Giotto, der persönlich in der Stadt anwesend war, und seiner Werkstatt inspirieren: Dies gilt für die in diesem Saal ausgestellten Werke etwa von Roberto d’Oderisio mit seiner Kreuzigung und der Madonna der Demut:S. 174 und dem Sieneser Andrea Vanni mit dem Heiligen Jakobus der Apostel:S. 256–259.
Saal 65 zeigt die Einflüsse des ungarischen Zweigs der Anjou-Dynastie, insbesondere von Karl III. von Neapel und Ladislaus I. von Neapel, wobei letzterer Werke bei einem anonymen Maler in Auftrag gab, der als Meister der Geschichten des Heiligen Ladislaus bekannt ist: Die beiden Herrscher, die ständig in Feldzüge verwickelt waren, begünstigten die Anwesenheit zahlreicher Künstler in Neapel, die größtenteils aus der Toskana stammten, wie Niccolò di Tommaso:S. 260.
Der Saal 66 ist ausschließlich dem Meisterwerk von Simone Martini gewidmet: Der Heilige Ludwig von Toulouse krönt seinen Bruder Robert von Anjou: Die Tafel, die noch in die angevinische Periode Neapels fällt, wurde von Robert von Anjou in Auftrag gegeben, um seines Bruders Ludovic zu gedenken und ihn zu feiern, der auf den Thron des Königreichs verzichtete, nachdem er dem Franziskanerorden angeschlossen hatte:S. 262.

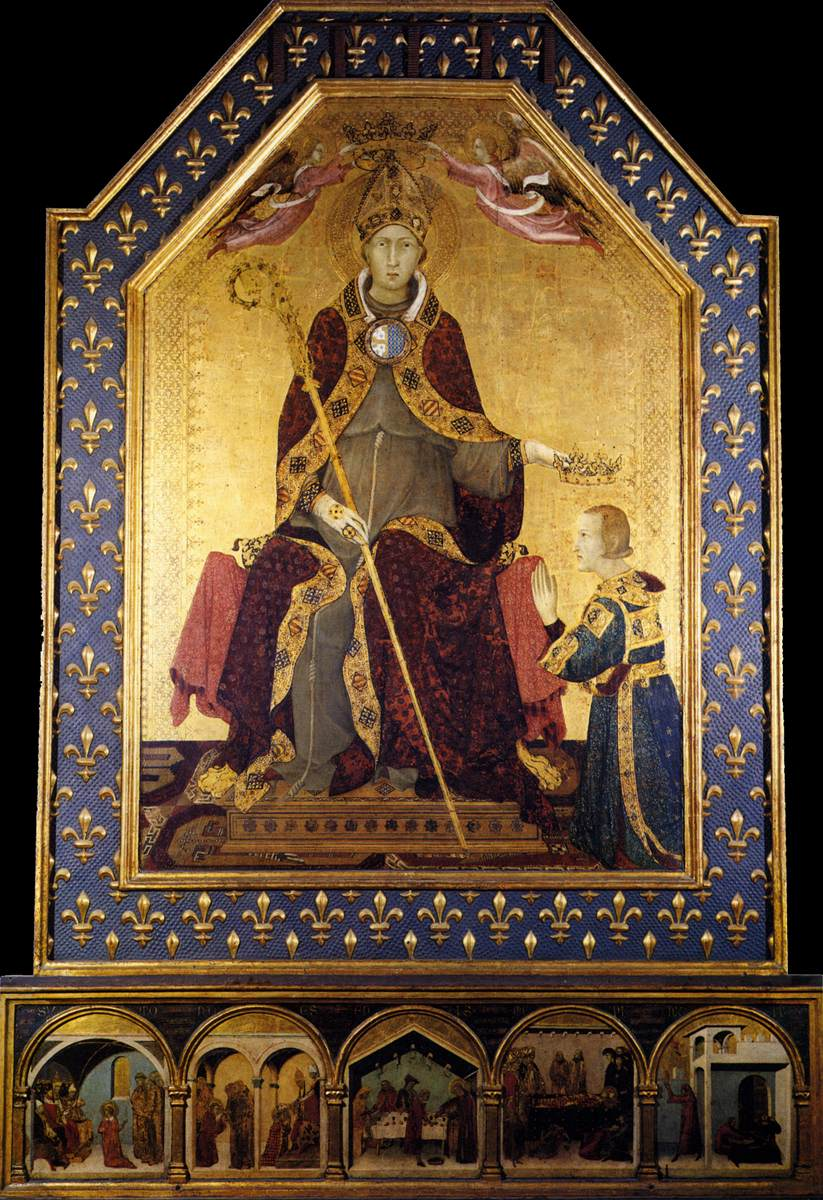
Der Heilige Ludwig von Toulouse krönt seinen Bruder Robert von Anjou von Simone Martini, Saal 66

Der Saal 67 beherbergt Werke, die das Ende der angevinischen Herrschaft in Neapel und den Beginn der Herrschaft der Aragonier mit neuen Strömungen markieren: Flämische Künstler, Maler und Bildhauer, die Alfons V. von Aragon sehr am Herzen lagen, sowie Italiener wie Colantonio mit der Übergabe der Franziskanerregel, Der heilige Hieronymus im Arbeitszimmer:S. 178–179 und das Polyptychon des Heiligen Vinzenz Ferrer, frühe Beispiele neapolitanischer Renaissancemalerei, auf halbem Weg zwischen italienischem und internationalem Stil, mit flämisch-katalanischen Einflüssen:S. 264–265.
Saal 68 zeigt die Künstler, die während der Herrschaft von Ferdinand I. und Alfons II. in Neapel arbeiteten und von letzterem für den Bau des Triumphbogens des Maschio Angioino bevorzugt wurden: Dies waren Lombarden wie Cristoforo Scacco di Verona und Protasio Crivelli, Venezianer, Sizilianer, Dalmatiner und Spanier wie Juan de Borgoña, aber auch Francesco Pagano und Pietro Befulco:S. 270–273.
Der Saal 69 mit seinen Werken zeigt die enge Beziehung, die Ende des 15. Jahrhunderts zwischen Alfonso II. und der Toskana bestand, aber auch, wie sehr umbrische Künstler in der Stadt geschätzt wurden: Es sind Werke von Pinturicchio und Matteo di Giovanni ausgestellt, Künstler, die auch für die Ausbildung lokaler Maler wie Francesco Cicino von grundlegender Bedeutung waren, einem eifrigen Schöpfer von Polyptychen, aus denen die Madonna mit Kind und Heiligen hervorsticht.:S. 274–275.
Saal 70 markiert den Beginn der spanischen Herrschaft in Neapel im frühen 16. Jahrhundert: Die hier untergebrachten Werke zeigen eine wichtige Reifung der lokalen Malerei, die hier von Künstlern wie Giovanni Filippo Criscuolo und Andrea Sabatini:S. 187–188 vertreten wird, die sich noch immer auf die umbrisch-toskanische Malerei stützten, die sich mit dem für Raffael typischen klassischen Stil vermischte, oder Künstlern, die in anderen Teilen Italiens ausgebildet wurden, wie Cesare da Sesto, der im Saal mit der Anbetung der Könige anwesend ist und als Wegbereiter für Neuerungen in der neapolitanischen Malerei agierte:S. 358; der spanische Einfluss ist auch in der Malerei von Pedro Fernández:S. 278 zu spüren.
Saal 71 beherbergt eine bedeutende Sammlung von Marmorskulpturen aus dem 16. Jahrhundert, einer Kunstgattung, in der sich Neapel mit Künstlern wie Girolamo Santacroce und Giovanni da Nola besonders hervortat: Es ist Schmuckwerk, das sich zuvor in der Kirche Santa Maria Assunta dei Pignatelli befanden, sowie vier Hochreliefs aus den Kirchen Sant'Agnello Maggiore und Santa Maria delle Grazie Maggiore a Caponapoli:S. 282.
Der Saal 72 beherbergt Gemälde von Polidoro da Caravaggio, einem Schüler und Gehilfen Raffaels, der in der ersten Hälfte des 16. Jahrhunderts in Rom ausgebildet wurde und dann kurzzeitig in Neapel arbeitete. Zu den ausgestellten Tafeln gehören die Andata al Calvario:S. 192, die Kreuzabnahme, Sankt Peter und Sankt Andreas, die den originellen und verstörenden Charakter des Künstlers hervorheben:S. 284–285.
Künstler wie Marco Cardisco und Pedro Machuca sind in Saal 73 zu finden: Ersterer ist durch den manieristischen Einfluss von Polidoro und den klassischen Stil von Andrea da Salerno beeinflusst, deutlich sichtbar in der Disputation des Heiligen Augustinus, während Letzterer, Autor des Tod und Himmelfahrt der Jungfrau, sich durch eine Malerei mit weichen Linien in einer leicht gegliederten Kompositionen auszeichnet, die in gewisser Weise an die von Rosso Fiorentino erinnert:S. 286–287.

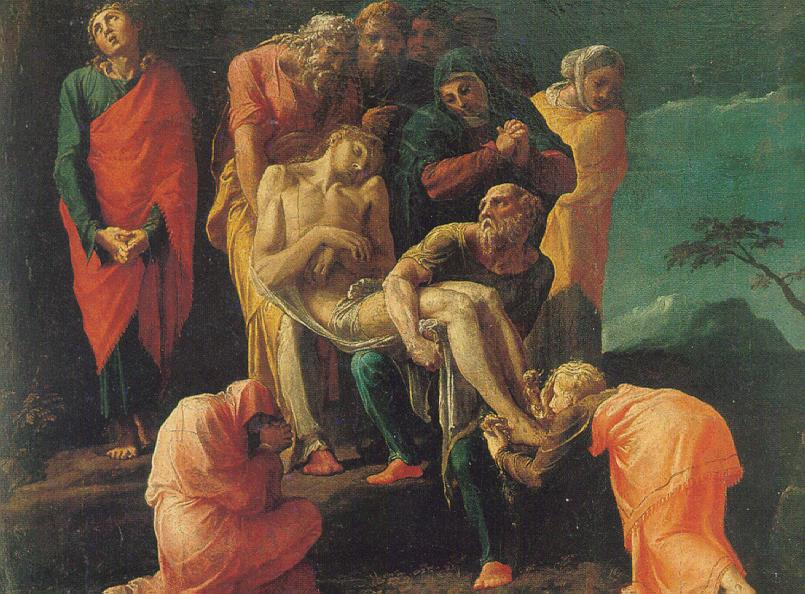
Absetzung von Polidoro da Caravaggio, Saal 72

Die Beziehung zwischen Pedro Álvarez de Toledo y Zúñiga und der Toskana schuf einen intensiven kulturellen Austausch zwischen Neapel und Florenz bzw. Siena, deutlich sichtbar in Saal 74, wo Künstler wie Marco dal Pino, ein Schüler von Beccafumi, der lange Zeit in der Stadt tätig war, Sodoma:S. 288–289, und vor allem Giorgio Vasari mit dem Abendmahl im Haus des Pharisäers und der Darstellung im Tempel:S. 194.
Das Hauptwerk in Saal 75 ist Tizians Verkündigung, ein seltenes Beispiel venezianischer Malerei in Neapel und ursprünglich in der Pinelli-Kapelle der Kirche San Domenico Maggiore:S. 292. Charakteristisch für den kleinen Saal 75 sind auch zwei Gemälde mit Andachtscharakter, nämlich Andata al Calvario von Giovanni Bernardo Lama und Pietà e santi von Silvestro Buono, letzteres eindeutig inspiriert von flämischen Malern, die Ende des 16. Jahrhunderts in Neapel in Mode waren:S. 294.
Der Saal 76 zeigt große Tafeln, die als Hochaltarbilder für ein Neapel bestimmt waren, das mit Philipp II. von Spanien eine Hochphase sowohl der religiösen Bautätigkeit als auch der Ausschmückung der vorhandenen Kirchen erlebte, sich aber auch dem Diktat der Gegenreformation beugen musste. Zu den Künstlern dieser Werke gehören Aert Mytens und Dirk Hendricksz, flämische Meister, Francesco Curia mit einer Verkündigung:S. 199, die als eines der Meisterwerke der süditalienischen Malerei des 16. Jahrhunderts gilt, und Girolamo Imparato:S. 296–297.
Der Saal 77 markiert den Höhepunkt der neapolitanischen Kunst des 16. Jahrhunderts, mit Künstlern, die sakrale Darstellungen entwarfen, die deutlich zu den Gläubigen sprachen; darunter: Scipione Pulzone mit seiner kalten und puristischen Malerei, Ippolito Borghese und seinen schattierten Pinselstrichen in der Pietà, Fabrizio Santafede, der der Volkskunst näher steht, sowie Luigi Rodriguez. Charakteristisch sind die kleinen Gemälde von Cavalier d'Arpino, einem der letzten in Neapel tätigen Miniaturisten, vor allem im Kartäuserkloster von San Martino:S. 300–303.

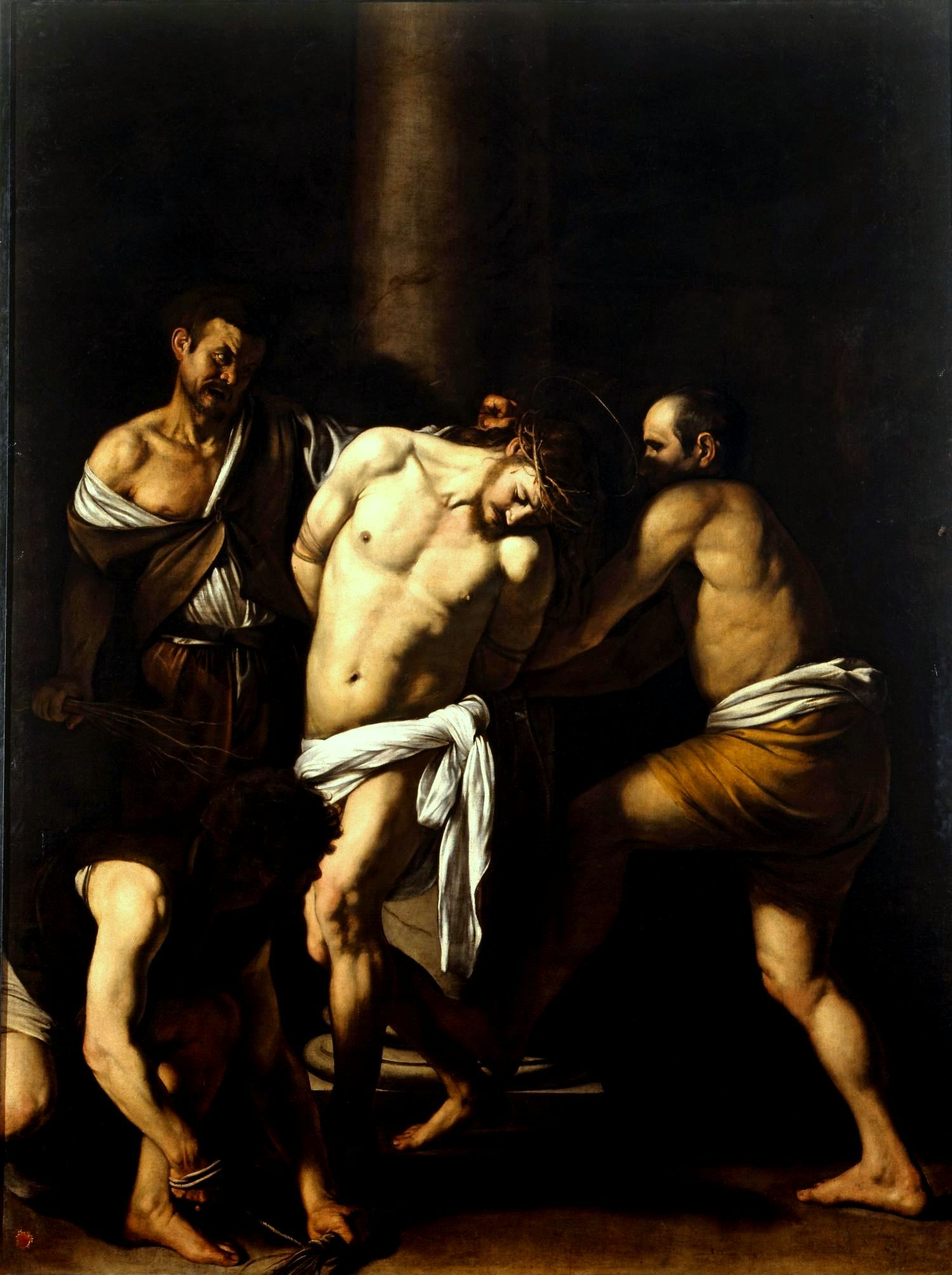
Geißelung Christi von Caravaggio, Saal 78

Saal 78 beherbergt exklusiv die Geißelung Christi von Caravaggio, ein Werk, das die Blütezeit des Neapolitanischen Frühbarock einleitete: Der Künstler war zwischen 1606 und 1607 sowie zwischen 1609 und 1610 in Neapel tätig und trug dazu bei, die sakrale Malerei der Hauptstadt, die bis dahin aus Heiligen, Engeln und gekrönten Häuptern bestand, radikal in eine einfachere, existentiellere und düstere Malerei zu verwandeln, was sich auch in den Gassen der Stadt widerspiegelt, eine Realität, die bis dahin ignoriert wurde, und die insbesondere ab dem zweiten Jahrzehnt des 17. Jahrhunderts den Grundstein für den neapolitanischen Naturalismus bildete:S. 304.
Der Saal 79 beherbergt die Werke der so genannten Caravaggisti, d. h. jener Künstler, die sich in ihren Werken von Caravaggio inspirieren ließen, wie Filippo Vitale, Carlo Sellitto, der als eleganter und manierierter Maler begann, bevor er sich ganz dem neuen Stil verschrieb, und Battistello Caracciolo:S. 203, der größte neapolitanische Caravaggist, dem es dennoch gelang, seine eigene Handschrift mit einer lebendigen abstrakten Malerei eigenen Typs zu finden, was in den ausgestellten Gemälden wie dem Ecce homo, dem Christus an der Säule, der Klage über den Leichnam Abels und Venus und Adonis:S. 306–309 gut zu erkennen ist.
Die Säle 81, 83 und 84 sind Wechselausstellungen von Druckgrafiken und Zeichnungen des Capodimonte-Museums gewidmet: Die Auswahl der ausgestellten Werke erfolgt sowohl nach konservatorischen Kriterien als auch mit dem Ziel, die zeichnerische Tätigkeit der Künstler des Neapolitanischen Kreiseszu zu beleuchten; außerdem werden Stiche aus dem 17. bis 19. gezeigt. Der Saal wird bestimmte durch ein Kabinett aus englischer Produktion und zwei Ölgemälde auf Kupfer von Francesco Guarini:S. 310–311.
In Saal 87 sind Werke von Künstlern ausgestellt, die im frühen 17. Jahrhundert in Neapel tätig waren:S. 359, einer Zeit, in der die Kirchen der Stadt umfangreiche Ausstattungsarbeiten unterzogen wurden, die nicht nur Künstler aus der Region, sondern auch aus dem Ausland anzogen und der neapolitanischen Malerei ihr goldenes Zeitalter bescherten: Das Hauptwerk des Raumes ist Judith und Holofernes von Artemisia Gentileschi:S. 312.
Die Säle 88, 89 und 90 enthalten eine Folge von Gemälden, die sie wie die Kapellen einer mit großen Gemälden geschmückten Kirche aussehen lassen: Die hier ausgestellten Künstler sind Vertreter des frühen neapolitanischen Naturalismus, die den von Caravaggio und seinem Lichtspiel vor dunklem Hintergrund eingeschlagenen Weg fortsetzen, obwohl auch Einflüsse der emilianischen und venezianischen Malerei zu erkennen sind, die ab den 1740er Jahren in Neapel populär wurde. Zu den Malern gehörten Artemisia Gentileschi, Battistello Caracciolo, Simon Vouet, Massimo Stanzione mit der Opferung des Moses und dem Martyrium der Heiligen Agatha, Pietro Novelli Cesare Fracanzano und Jusepe de Ribera mit Magdalena in Meditation, Der ewige Vater, Trinitas terrestris und Der Heilige Hieronymus und der Engel des Gerichts:S. 314–323.

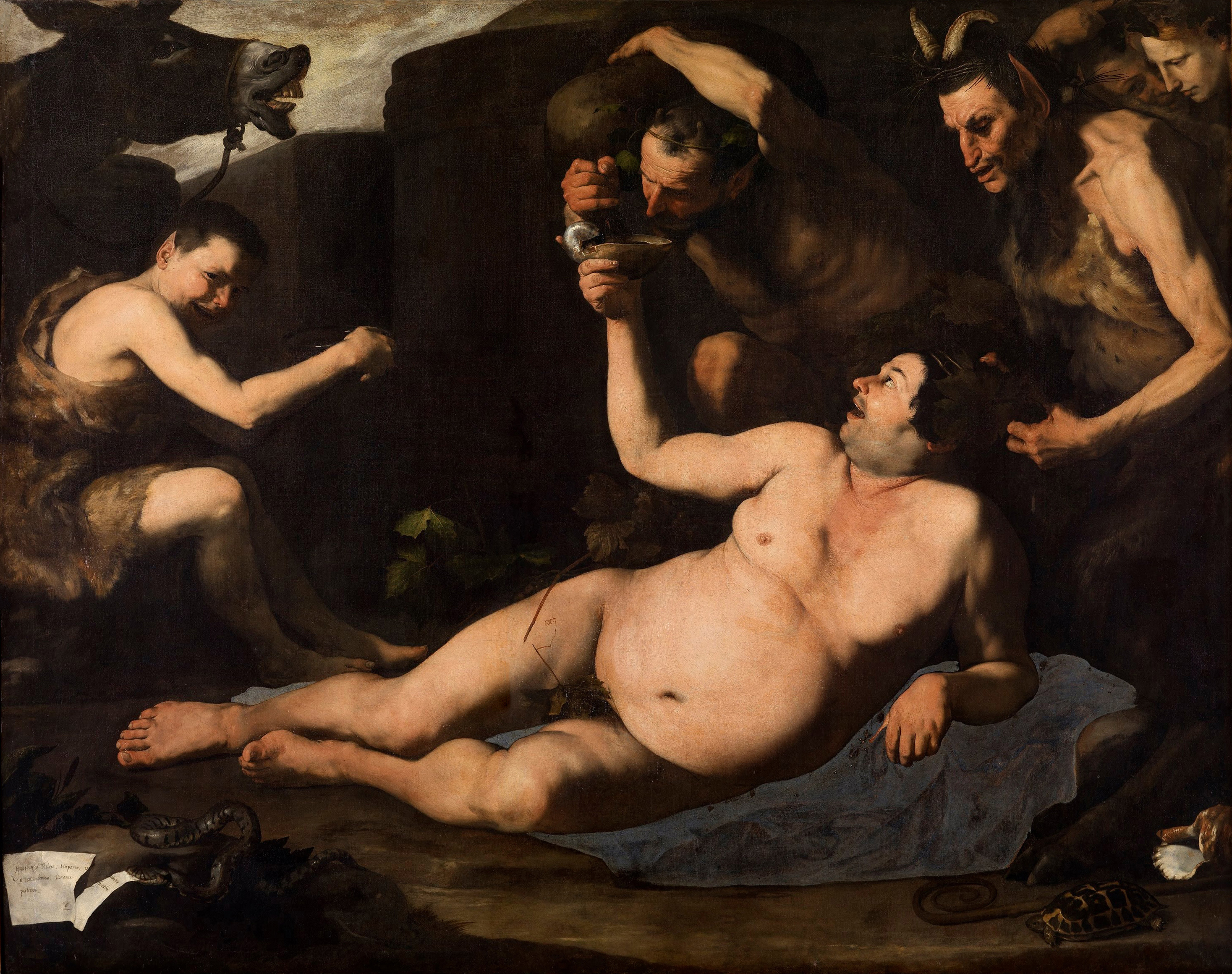
Betrunkener Silen von Jusepe de Ribera, Saal 91

In Saal 91 befindet sich eines der Meisterwerke von Ribera, nämlich der Betrunkene Silen:S. 208, aber dort hängen auch Gemälde von Pietro Novelli und Francesco Fracanzano, die die neapolitanische Kunst für die europäische Kultur öffnen. Charakteristisch sind auch die Werke des sogenannten Meister der Verkündigung an die Hirten, die sich mit sakralen Themen befassen, die in einer typischen pastoralen Welt dargestellt werden, und die dank der Exporttätigkeit von Kunsthändlern wie Gaspar Roomer und Jan und Ferdinand van den Eynde auch im übrigen Europa geschätzt wurden:S. 324–327.
Im Saal 92 befinden sich neben dem Kücheninterieur von Francesco Fracanzano auch charakteristische Werke von Matthias Stomer, einem niederländischen Maler, der zwischen Rom, Neapel und Sizilien tätig war und sich trotz seiner Anlehnung an die Schule Caravaggios für Experimente öffnete:S. 210: In seinen Werken wie der Anbetung der Hirten, dem Abendmahl in Emaus und dem Tod des Seneca spielt das Licht eine grundlegende Rolle, entweder natürlich oder künstlich, etwa das einer Kerze, die die dunkle Umgebung, in der die Szene spielt, erhellt:S. 328.
Der Saal 93 beherbergt die zweite Generation neapolitanischer Künstler, die im ersten Jahrzehnt des 17. Jahrhunderts aufkamen, Protagonisten einer Malerei, die das Ergebnis carawaggesker Experimente war und Einflüsse der emilianischen und europäischen Malerei zeigte. Zu sehen sind Giovan Battista Spinelli, der mit seinem David mit dem Kopf des Goliath der französischen Kunst nahe stand:S. 212, Francesco Guarini mit seiner Verwendung natürlicher Schatten, die in Saint Agatha und Die heilige Cäcilie am Cembalo mit Engeln deutlich sichtbar sind, und Andrea Vaccaro, einer der größten Vertreter dieser Periode, mit seinen Gemälden, die das Sakrale mit dem Profanen vermischen, was in dem Triumph Davids und der Anbetung des Goldenen Kalbs deutlich zu sehen ist:S. 330–335.
Saal 94 enthält zahlreiche Werke von Bernardo Cavallino, einem Künstler, der es schaffte, den Geschmack der Zeit voll und ganz zu treffen, indem er sich an Sammler wandte, die eine elegante und erzählende Malerei bevorzugten, kleine Leinwände, die zur Dekoration neapolitanischer Paläste geschaffen wurden und deren Themen von den poetischen Kompositionen von Torquato Tasso und Giovan Battista Marino inspiriert sind und das einfache, alltägliche Leben beschreiben. Im selben Raum ist auch Johann Heinrich Schönfeld ausgestellt, ein aufmerksamer Schüler von Cavallino:S. 336.

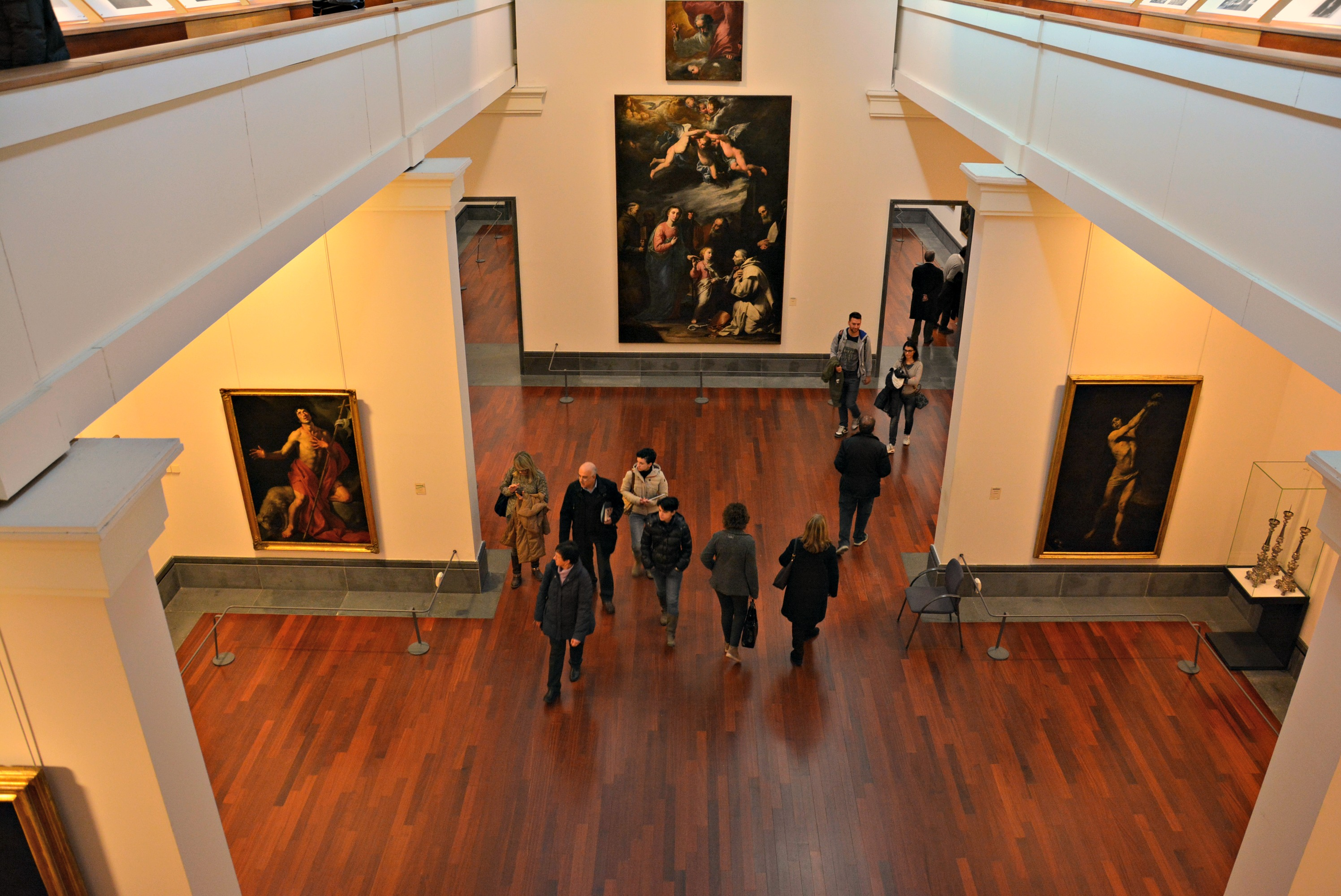
Blick in die Säle 88, 89 and 90

Saal 95 konzentriert sich auf die Künstler, die hauptsächlich zwischen den 1630er und 1640er Jahren arbeiteten, nämlich Micco Spadaro, Salvator Rosa, Aniello Falcone und Andrea di Lione:S. 359, die eine neue Art der Malerei eröffneten, die sich aus historischen und mythologischen Schlachten zusammensetzte und daher auch für die Darstellung von Märtyrern oder Heiligen in einem nicht sakralen Rahmen geeignet war:S. 340.
In dem kleinen Saal 96 sind nicht-neapolitanische Stillleben ausgestellt: Es handelt sich um Darstellungen von Bartolomeo Bimbi, Carlo Maratta und Christian Berentz, die in etwas gedeckten Tönen gehalten sind; sie genossen zwischen dem siebzehnten und achtzehnten Jahrhundert besonderen Ruhm:S. 344.
In Saal 97 geht es weiter mit Stillleben, diesmal von neapolitanischen Künstlern. Dieses Genre war zu dieser Zeit in Neapel dank der ab Mitte des 17. Jahrhunderts immer weiter zunehmenden Einflüsse des Barocks sehr beliebt; so werden Fische, Blumen in Kristall- und Silbervasen, Obst und Zitrusfrüchte dargestellt. Die wichtigsten Stilllebenkünstler, die in diesem Saal ausgestellt sind, sind Luca Forte, Giovan Battista Ruoppolo, Giuseppe Recco:S. 216–217, die sich von der naturalistischen Malerei mit mediterranen Farben inspirieren ließen, Andrea Belvedere und Paolo Porpora, der stattdessen von der aufkommenden künstlerischen Richtung des Rokoko beeinflusst war und eine zartere Malerei pflegte:S. 346–351.

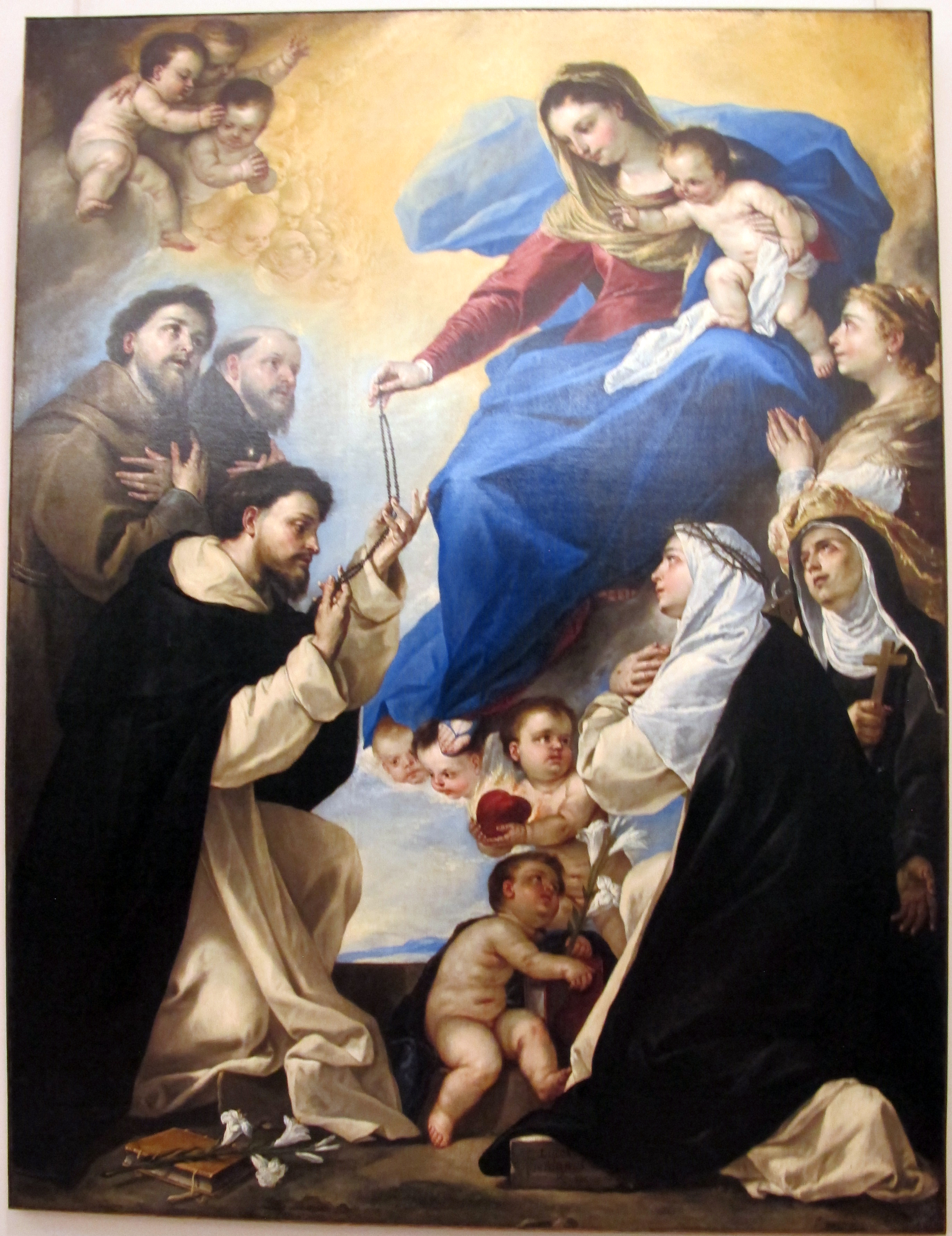
Madonna des Rosenkranzes von Luca Giordano, Saal 103

Saal 102 ist ganz Mattia Preti gewidmet, einem Künstler, der zusammen mit Luca Giordano etwa ein Jahrzehnt lang zu den erfolgreichsten Künstlern in Neapel gehörte. Der Raum enthält zwei vorbereitende Skizzen für Fresken, die an den Stadttoren als Dankesgabe für das Ende der Pest von 1656 gemalt werden sollten, sowie Gemälde wie Rückkehr des verlorenen Sohnes, Convito di Assalonne und San Sebastiano, die den eigentümlich niedrigen Blickwinkel des Autors zeigen:S. 360–363.
Saal 103 ist Luca Giordano vorbehalten, der in seinen Werken alle Neuerungen des aufkommenden Barock zeigt und als Vorläufer des Rokoko auftritt: und so sind große Räume, weich umrissene Figuren mit rosiger Haut und blondem Haar in Gemälden wie der Ekstase des Heiligen Nikolaus von Tolentino, der Elemosina des Heiligen Thomas von Villanova, der Madonna des Baldachins, der Madonna des Rosenkranzes und der Heiligen Familie mit einer Vision der Symbole der Passion:S. 364–367 deutlich sichtbar.
Der Saal 104 zeigt Werke aus dem neapolitanischen 18. Jahrhundert mit Malern wie Francesco Solimena, Erbe von Luca Giordano, mit seinen charakteristischen Figuren, die fast in theatralischer Pose dargestellt sind, wie in Aeneas und Dido zu sehen ist, und auch Paolo De Matteis, ebenfalls aus der Schule von Giordano, Domenico Antonio Vaccaro und Francesco De Mura, Schöpfer einer eleganteren Malerei als sein Meister Solimena:S. 368.
Saal 105 ist den Skizzen der großen Freskenmaler des 18. Jahrhunderts gewidmet. Es handelt sich um Vorstufen von Werken, die manchmal unvollendet blieben, wie die Skizze San Domenico erweckt den Neffen des Kardinals Orsini, die Domenico Antonio Vaccaro für die Kirche San Domenico Maggiore anfertigte, oder die im Laufe der Zeit verloren gegangen sind, wie Massacro dei Giustiniani a Scio von Francesco Solimena. Weitere gezeigte Werke sind von Giacomo del Pò und Francesco De Mura:S. 374.
Saal 106 schließt den Rundgang durch die neapolitanische Malerei vom 13. bis zum 18. Jahrhundert ab, wobei er Werke aus der letzten Hälfte des 18. Jahrhunderts versammelt, die den Einzug der Bourbonen auf den Thron des Königreichs Neapel markieren. Die neuen Herrscher, wie man an den im Saal ausgestellten Künstlern sehen kann, wandten sich von den neapolitanischen Künstlern ab, mit Ausnahme von Giuseppe Bonito, und öffneten sich Künstlern mit einer europäischeren Ausrichtung: dies ist der Fall von Gaspare Traversi:S. 228, Autor eines ironischen Gemäldes, Corrado Giaquinto und Pietro Bardellino, mit Rokoko-Gemälden und mythologischen Themen:S. 376.

#### Wandteppich-Saal

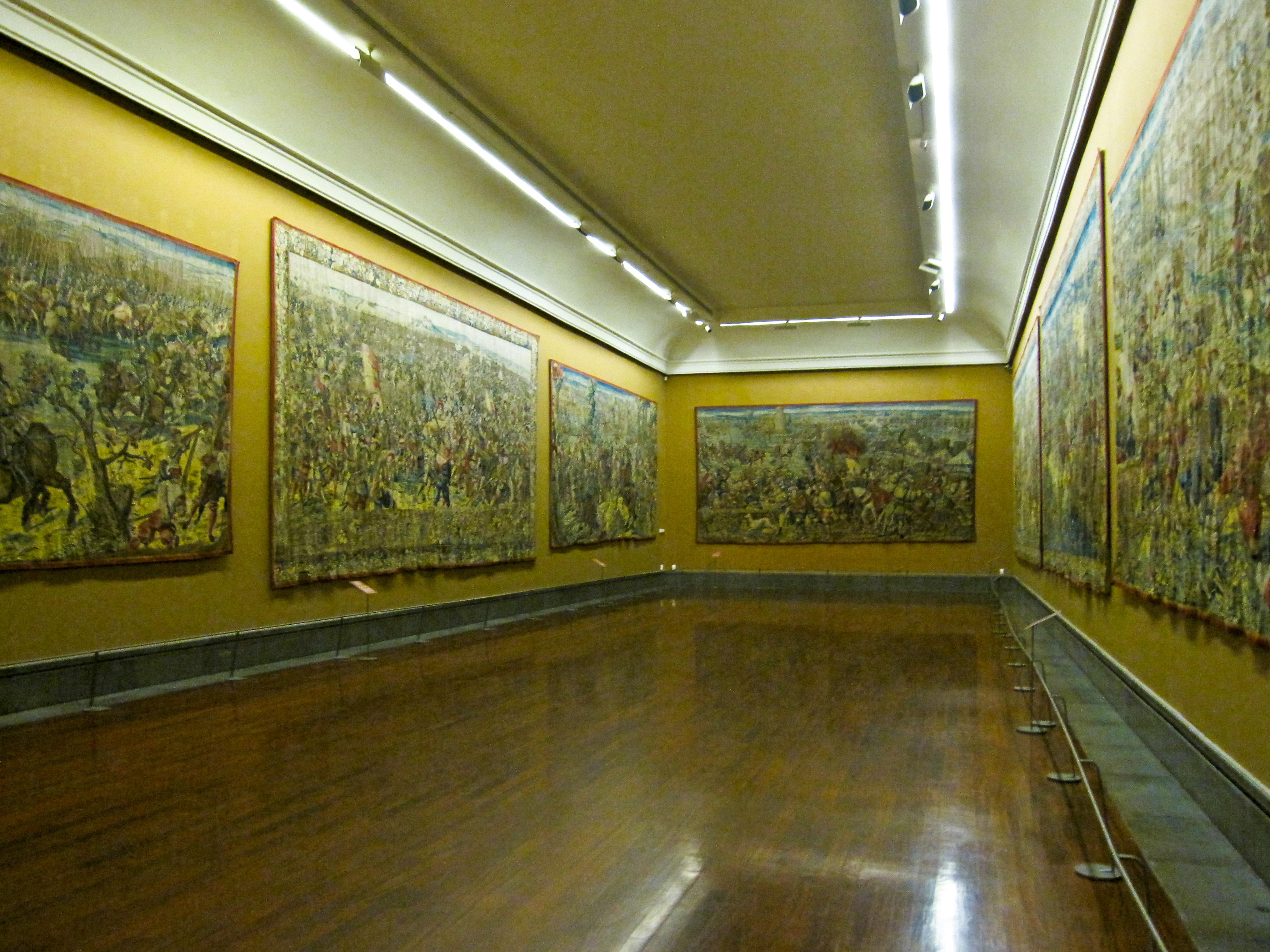
Der Wandteppich-Saal

Der Saal 62, auch bekannt als Gobelinsaal, beherbergt die Wandteppiche der Schlacht von Pavia, die zwischen 1528 und 1531 auf der Grundlage von Kartonen von Bernard van Orley ausgeführt und in Brüssel:S. 356 gewebt wurden, wie die Initialen des Gobelinmachers William Dermoyen zeigen. 1531 wurden sie von den Brüsseler Generalstaaten dem Kaiser Karl V. geschenkt; 1571 wurden sie Teil der Sammlungen von Francesco Ferdinando d’Avalos, bis sie 1862 von Alfonso d’Avalos dem italienischen Staat geschenkt und von dort in das Capodimonte-Museum überführt wurden:S. 250. Die Titel der sieben Stücke lauten:
- Vormarsch der kaiserlichen Armee und Angriff der französischen Gendarmerie unter Führung von Franz I.;
- Niederlage der französischen Kavallerie; kaiserliche Infanterie ergreift die feindliche Artillerie;
- Gefangennahme des französischen Königs Franz I.;
- Einnahme des französischen Lagers und Flucht der Damen und Zivilisten, die Franz I. folgen;
- Einnahme des französischen Lagers: Die Schweizer weigern sich, trotz des Eingreifens ihrer Vorgesetzten vorzurücken;
- Flucht der französischen Armee und Rückzug des Herzogs von Alençon über den Ticino;
- Flucht der Belagerten und Flucht der Schweizer, die in großer Zahl im Tessin ertrinken[6]:S. 250.

#### D’Avalos Sammlung
Die Säle 98, 99, 100 und 101 beherbergen die d’Avalos-Sammlung:S. 359, eine Privatsammlung, die im 17. Jahrhundert vom Fürsten von Montesarchio Andrea d’Avalos, der eine der bedeutendsten Werkgruppen neapolitanischer Künstler des 17. Jahrhunderts sammelte und in Auftrag gab und sie zunächst dem italienischen Staat und später, im Jahr 1862, dem Capodimonte-Museum schenkte. Ein Teil der Sammlung ist daher in den vier Sälen des Museums verteilt, entsprechend der ursprünglichen Hängung:S. 218. Die meisten der Werke sind Stillleben, behandeln aber auch historische, mythologische und literarische Themen: Zu den Künstlern gehören Pacecco De Rosa, Luca Giordano mit einer großen Gruppe von Gemälden, Andrea Vaccaro, Giuseppe Recco und Jusepe de Ribera mit einem seiner Meisterwerke, einem Ausweis seiner künstlerischen Reife, Apollo und Marsyas, auf dem Giordano selbst seine Ausbildung aufbaute:S. 352-259.

#### Zeitgenössische Kunst
Die Sammlung zeitgenössischer Kunst wurde 1996 eingeweiht, aber Ausstellungen dieses Genres waren schon vorher im Museum zu sehen. 1978 wurde die Alberto-Burri-Ausstellung gezeigt, 1985 war Andy Warhol an der Reihe. Der Ausstellungsort wurde im damaligen Camuccini-Saal, dem späteren Saal 2, eingerichtet und für Veranstaltungen zur zeitgenössischen Kunst bestimmt, eine Rolle, die er von 1986 bis 1991 mit den Ausstellungen von Gino De Dominicis im Jahr 1986, Gino De Dominicis im Jahr 1986, Mario Merz im Jahr 1987, Carlo Alfano und Sol LeWitt im Jahr 1988, Michelangelo Pistoletto, Luciano Fabro und Jannis Kounellis im Jahr 1989 und Eliseo Mattiacci im Jahr 1991 spielte, dem Jahr, in dem der Ausstellungszklus mit der von Sigmar Polke endete, um Restaurierungsarbeiten am Museum zu ermöglichen. Als es wiedereröffnet wurde, beschloss man, eine ständige Ausstellung zeitgenössischer Kunst einzurichten:S. 397.
Die Galerie begann mit drei vor Ort geschaffenen Werken, die in drei Räumen untergebracht waren: Das erste mit dem Titel Ohne Titel von Jannis Kounellis besteht aus Krügen, Bügeleisen, Säcken und Kohle. Das zweite trägt den Titel Clues von Daniel Buren, Installationen aus farbigem Klebepapier auf Gipskarton und Marmorboden, und das heißt Large Black Cretto, eine Tafel von Alberto Burri aus Majolika und Emaille:S. 235. Weitere zeitgenössische Werke sind in Saal 82 ausgestellt und präsentieren eine Vielzahl von Techniken und Materialien, Öl auf Leinwand, Bronze, Eisen, Glas, bemaltes Holz und Tempera, von Künstlern wie Guido Tatafiore, Renato Barisani, Domenico Spinosa, Augusto Perez, Gianni Pisani, Raffaele Lippi, Lucio Del Pezzo, Carmine Di Ruggiero und Mario Persico:S. 360.

### Dritter Stock

Das dritte Stockwerk:
Zeitgenössische Kunst
Fotografische Abteilung
1. 9898d6 Galerie des neunzehnten Jahrhunderts

Im dritten Stockwerk setzt sich die Sammlung zeitgenössischer Kunst fort, zudem befindet sich hier die Galerie des neunzehnten Jahrhunderts und die Fotografieabteilung:S. 230.
In der auf dem Dachboden des Königspalastes von Capodimonte eingerichteten Raum setzt sich die zeitgenössische Kunst fort mit einer Installation Schockwelle von Mario Merz, die aus Eisen, Neon, Zeitungen, Steinen und Glas besteht, Joseph Kosuth mit A grammatical observation, eine Inschrift auf einer von Neon und Spiegeln beleuchteten Wand, und Carlo Alfano, Camera, mit Aluminiumzirkeln, Graphit und Neon:S. 399–411. Unter den weiteren Werken ist das berühmteste Andy Warhols „Vesuv“:S. 236, neben Werken von Enzo Cucchi, Mimmo Paladino, Hermann Nitsch, Sigmar Polke, Gino De Dominicis, Joseph Kosuth, Michelangelo Pistoletto, Luigi Mainolfi und Ettore Spalletti:S. 399–411.
In der Galerie des 19. Jahrhunderts werden Werke von Künstlern gezeigt, die in der Zeit unmittelbar nach der Italienischen Italienischen Einigung erworben oder dem Museum gestiftet wurden. Darunter befinden sich sowohl neapolitanische Künstler als auch solche aus anderen Teilen Italiens, so dass eine einheitliche nationale Bildsprache deutlich wird, die in der Lage ist, die historischen, sozialen, landschaftlichen und kulturellen Aspekte dieser Zeit zu erfassen:S. 383. Die Sammlung beginnt mit den beiden prominentesten Vertretern der Epoche, Domenico Morelli und Filippo Palizzi, die sich eher dem Naturalismus zuzuordnen sind:S. 231. Erwähnenswert ist eine Gruppe von Künstlern, die der Schule von Resìna angehören: Marco De Gregorio, Federico Rossano, Michele Cammarano und Giuseppe De Nittis. Ebenfalls zeittypisch sind Gioacchino Toma, der sich auf Darstellungen von Personen ruhigen und gelassenen Gemütszustands konzentriert:S. 231, Vincenzo Migliaro, Francesco Paolo Michetti, die sich dem Leben des einfachen Volkes zuwenden, Antonio Mancini, ebenso konzentriert auf Alltagsszenen, sowie Giovanni Boldini, Francesco Saverio Altamura, Giacomo Balla und Giuseppe Pellizza da Volpedo:S. 383.
Die Fotografieabteilung wurde 1996 eingeweiht und besteht aus zweiundfünfzig Fotografien von Mimmo Jodice, die die Protagonisten des neapolitanischen Kulturlebens von 1968 bis 1988 porträtierte, mit Motiven wie Emilio Notte, Nino Longobardi, Andy Warhol und Joseph Beuys:S. 238.

## Ausstellungen
Im Jahre 2010 fand hier und in fünf weiteren Museen Neapels die umfassende Ausstellung Ritorno al Barocco. Da Caravaggio a Vanvitelli statt.